# Фургон

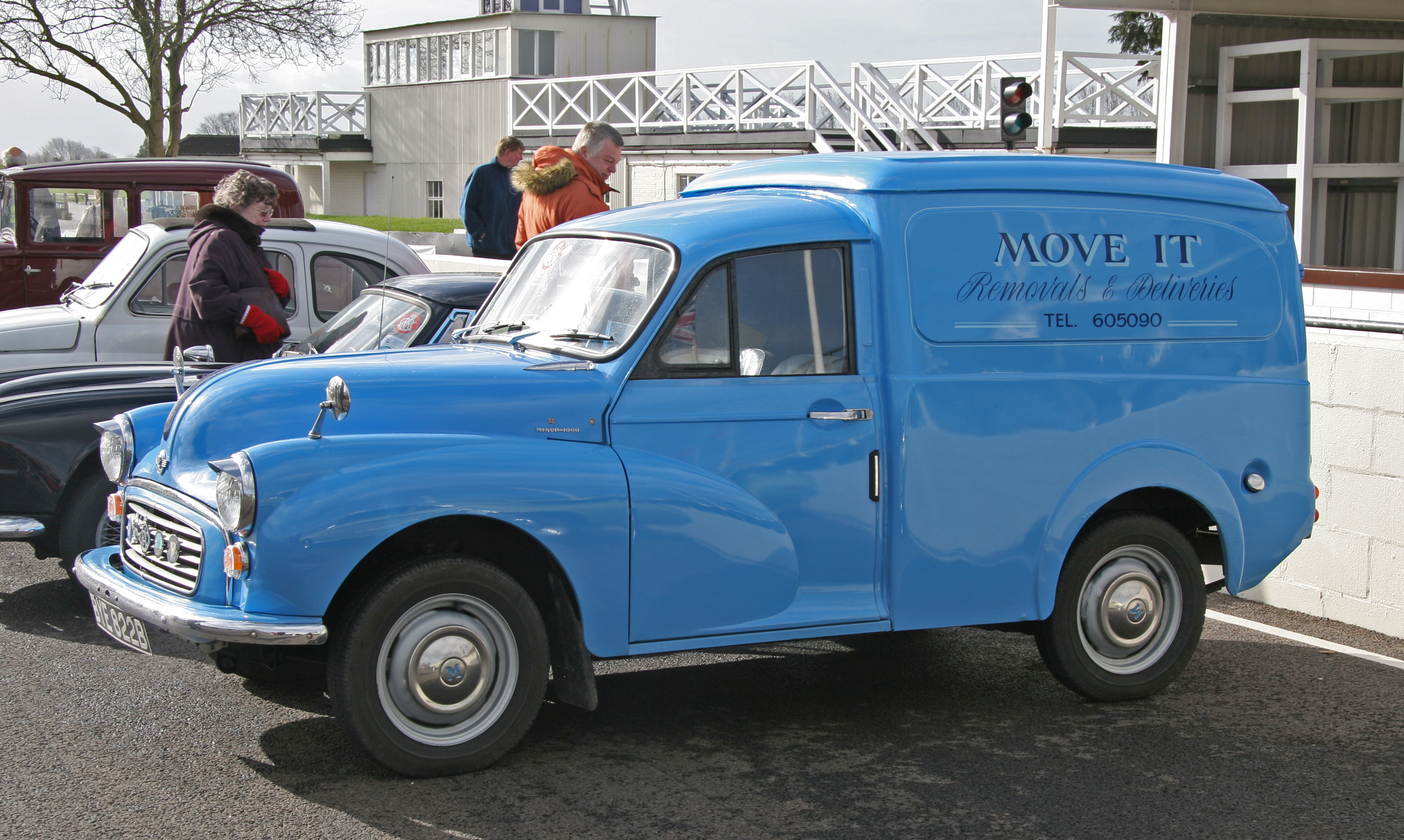
Фургон Morris Minor 1000

Фурго́н (фр. fourgon) — тип закритого автомобільного кузова з перегородкою, що відокремлює кабіну для водія від відсіку для перевезення вантажів. Залежно від типу фургона він може бути більшим або меншим за пікап і SUV, а також більшим за звичайний автомобіль менший за вантажний автомобіль або автобус. У 1980–1990-ті роки фургони з бічними вікнами, знімними сидіннями у вантажному відсіку, без перегородки отримують дедалі більше поширення.

## Різновиди
Існують кілька різновидів фургонів:
- Фургон (van) на базі легкового автомобіля з кузовом типу універсал або хетчбек. Може бути як зі стандартною, так і зі збільшеним за висотою дахом, відрізняється від універсалу чи хетчбеку відсутністю задніх сидінь для пасажирів, забезпеченням необхідним обладнанням і оббивки в задній частині кузова, властивої для забезпечення комфорту та безпеки пасажирів;
- Малотоннажний або середньотоннажний фургон капотного, короткокапотного, бескапотного та вагонного компонування з суцільнометалевим кузовом (kastenwagen), в якому кабіна водія структурно не відокремлена від решти кузова. Також може бути зі стандартним або збільшеним по висоті дахом і часто уніфікований по кузову з мікроавтобусами і комбі. Сюди ж належать фургони напівкапотного компонування з зсувними дверима водія, т. зв. типу «мультістоп», популярні переважно в Північній Америці і Японії як поштових і розвізних. Їх кузовні панелі часто виготовляють з алюмінієвих сплавів.
- Фургон-бокс (kofferwagen) на шасі рамного вантажного автомобіля з окремою від кузова кабіною.

За призначенням фургони поділяються на універсальні (загального призначення), включаючи вантажно-пасажирські з додатковим пасажирським відділенням позаду кабіни водія, спеціалізовані (ізотермічні, рефрижераторні, меблеві тощо) і спеціальні, призначені для перевезення різної апаратури та ін.
Фургони можуть виготовлятись як самостійний автомобіль, або на основі:
- універсала
- пікапа
- мінівена
- мікроавтобуса

## Галерея

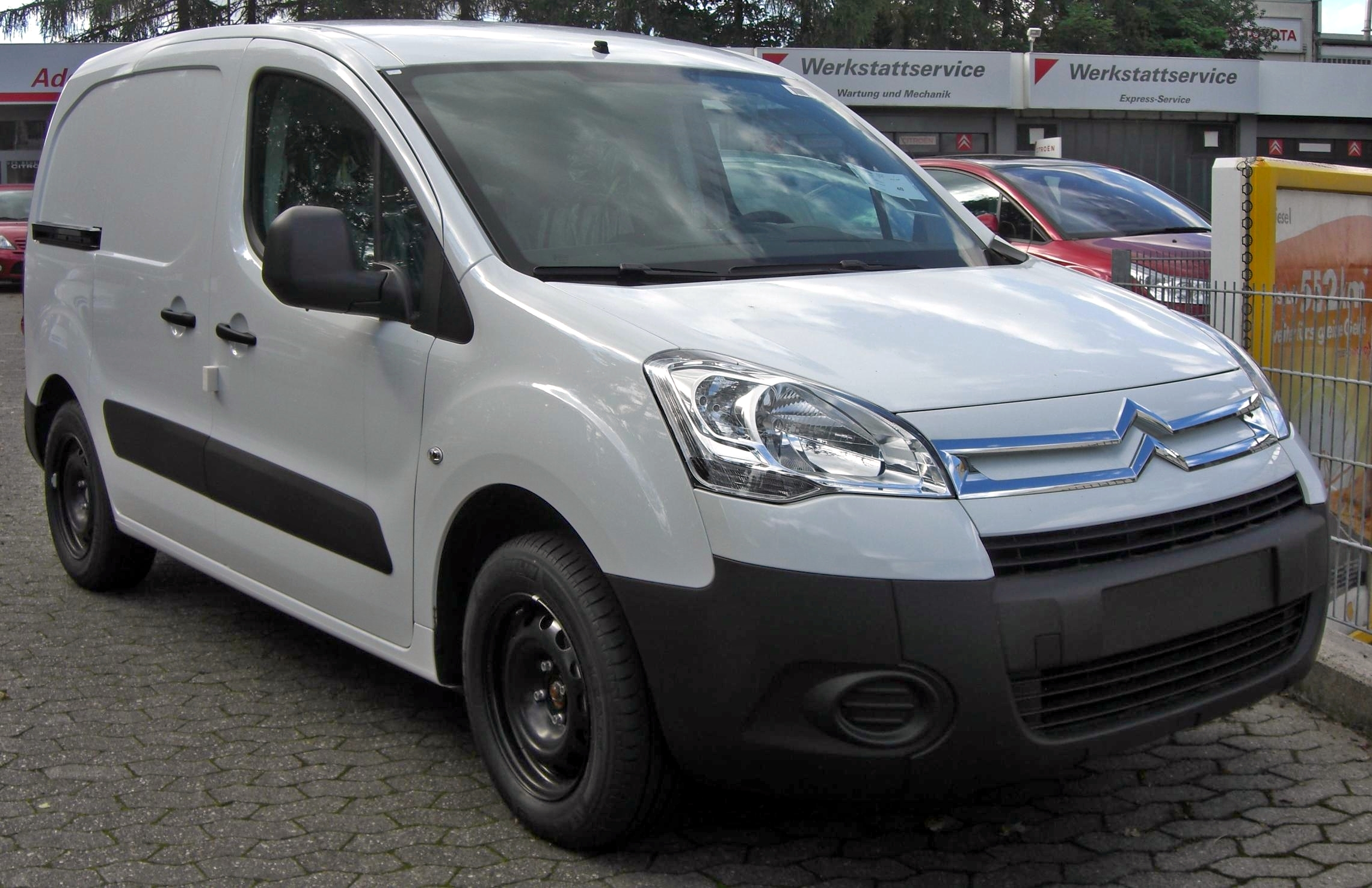
Citroën Berlingo
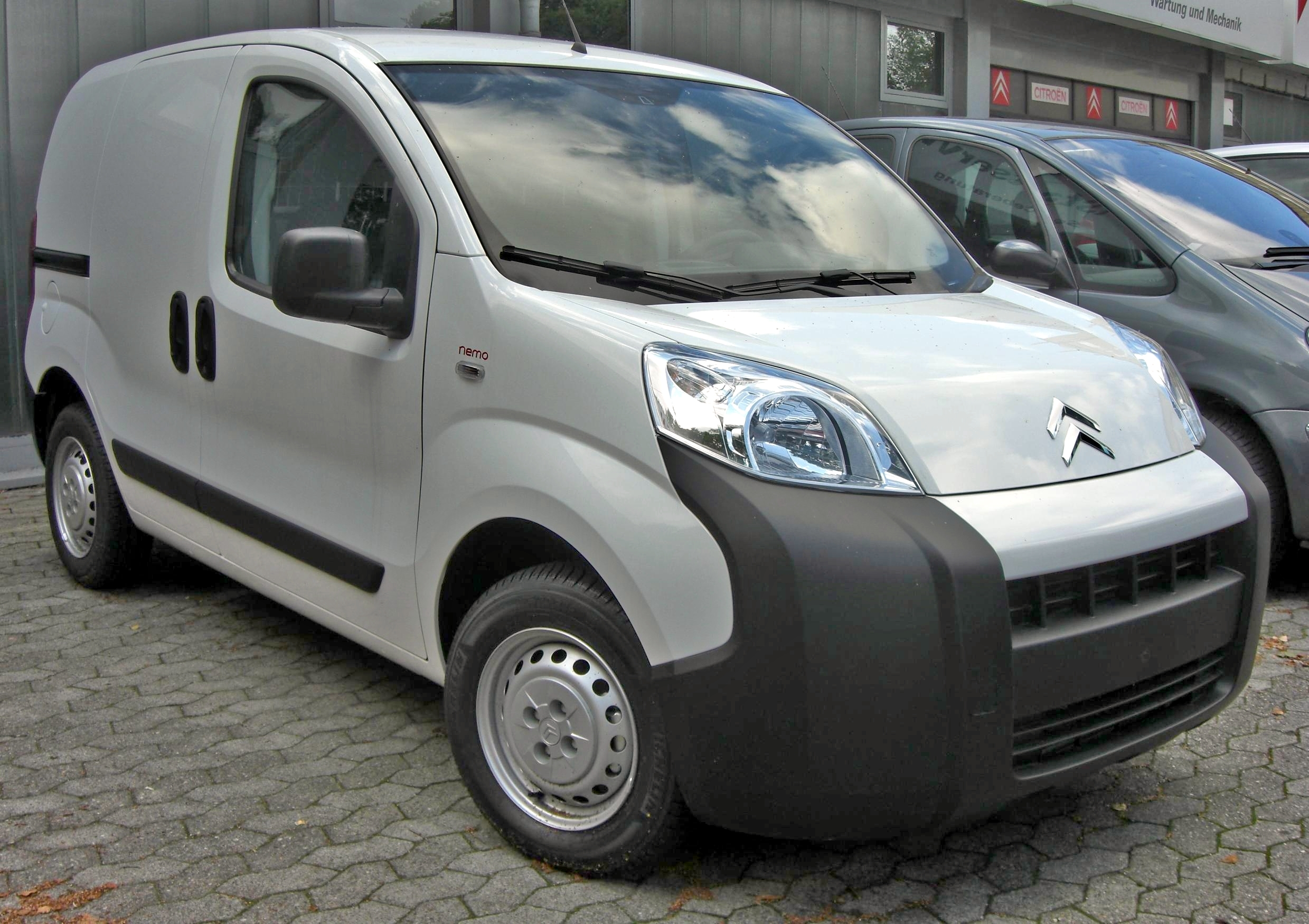
Citroën Nemo
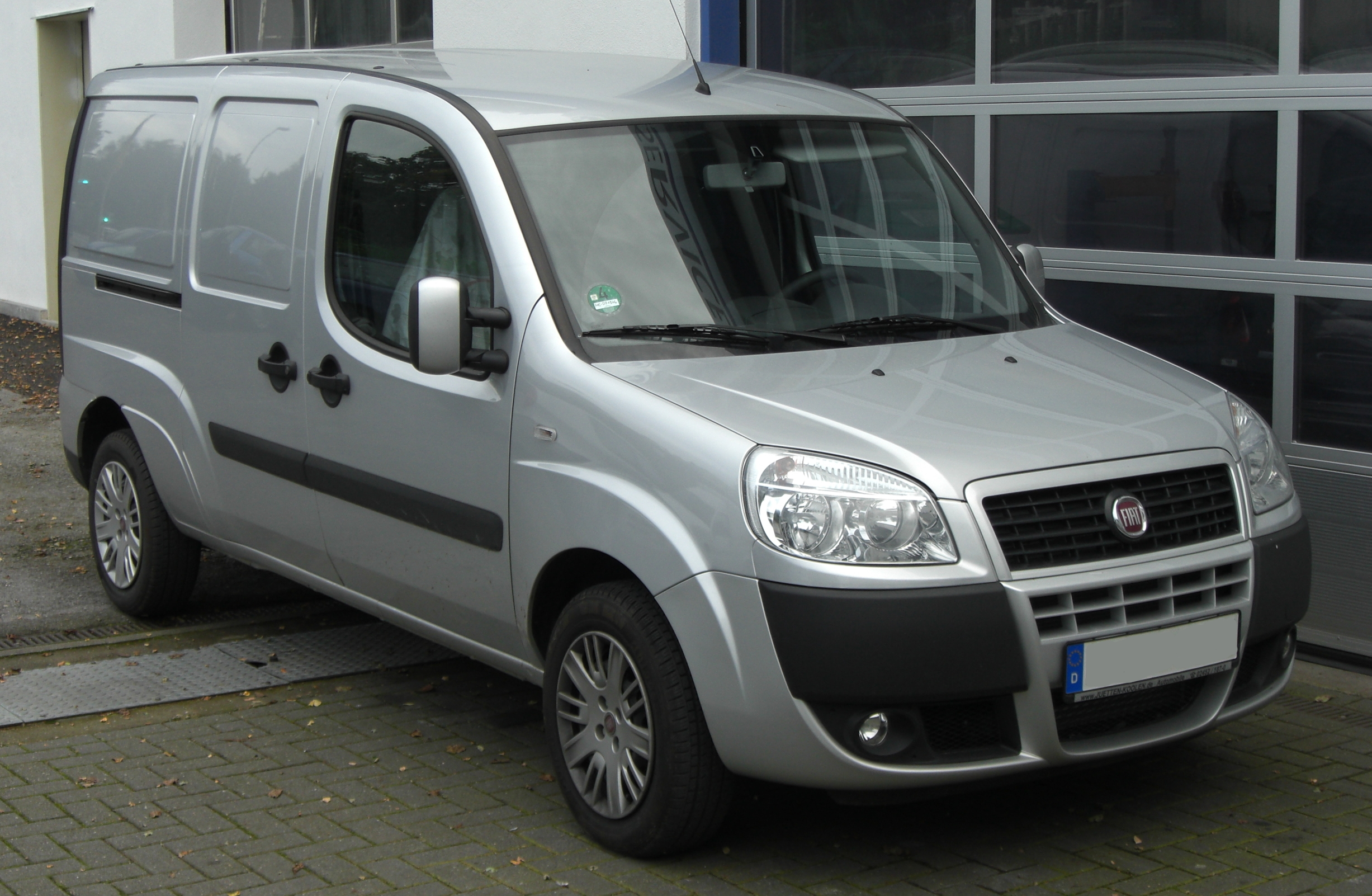
Fiat Doblò
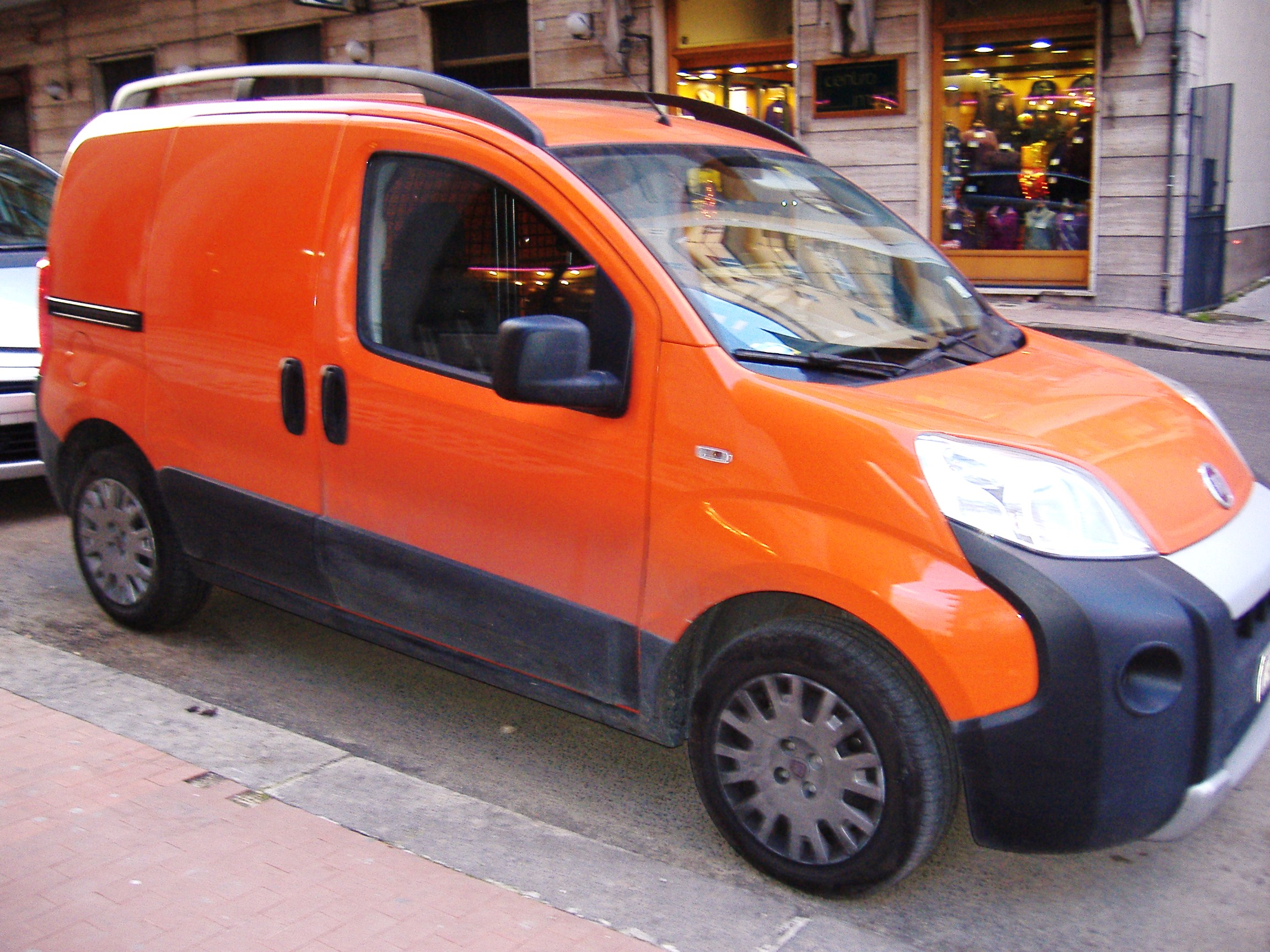
Fiat Fiorino
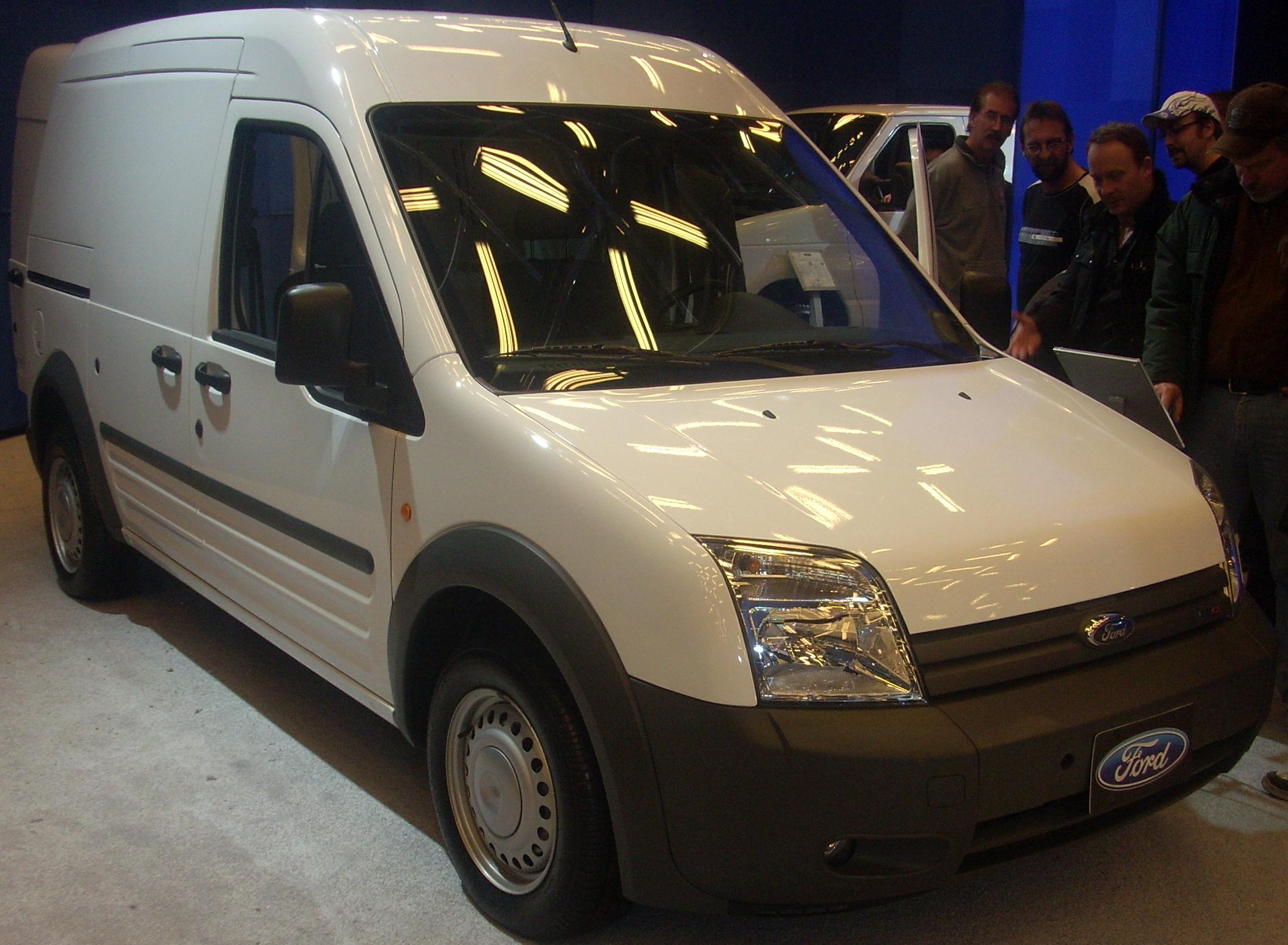
Ford Transit Connect
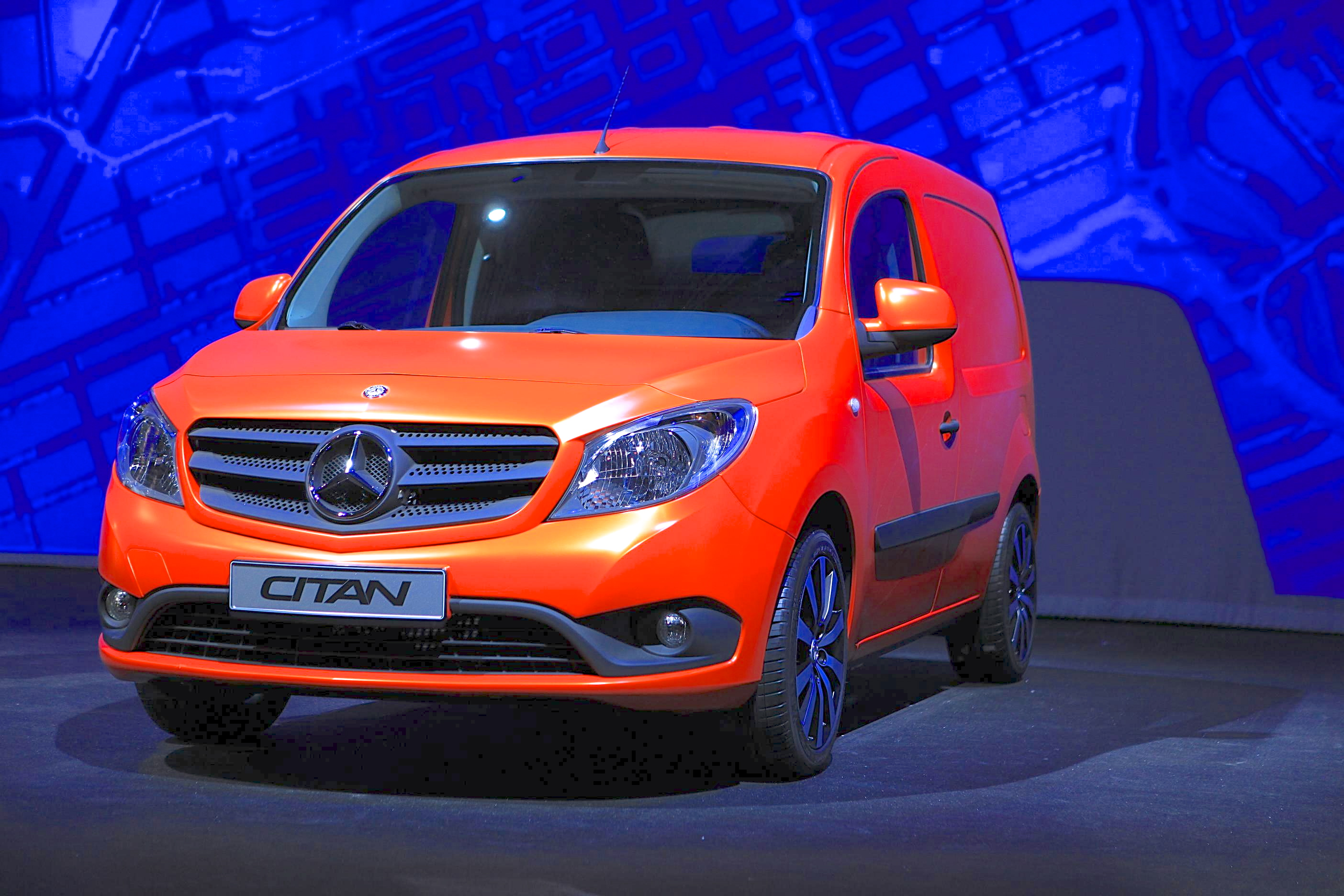
Mercedes-Benz Citan
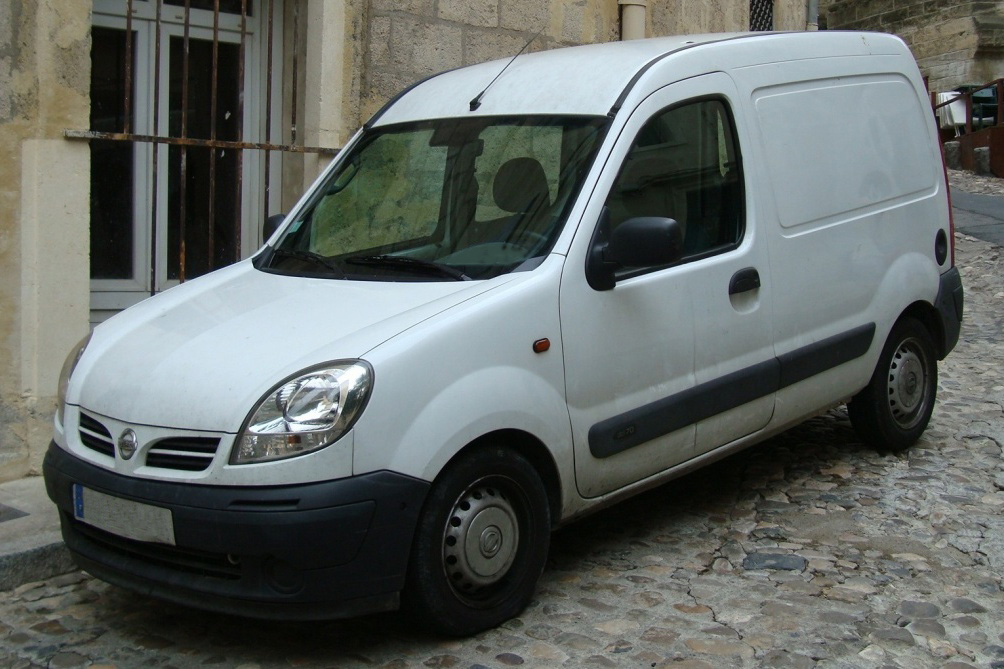
Nissan Kubistar
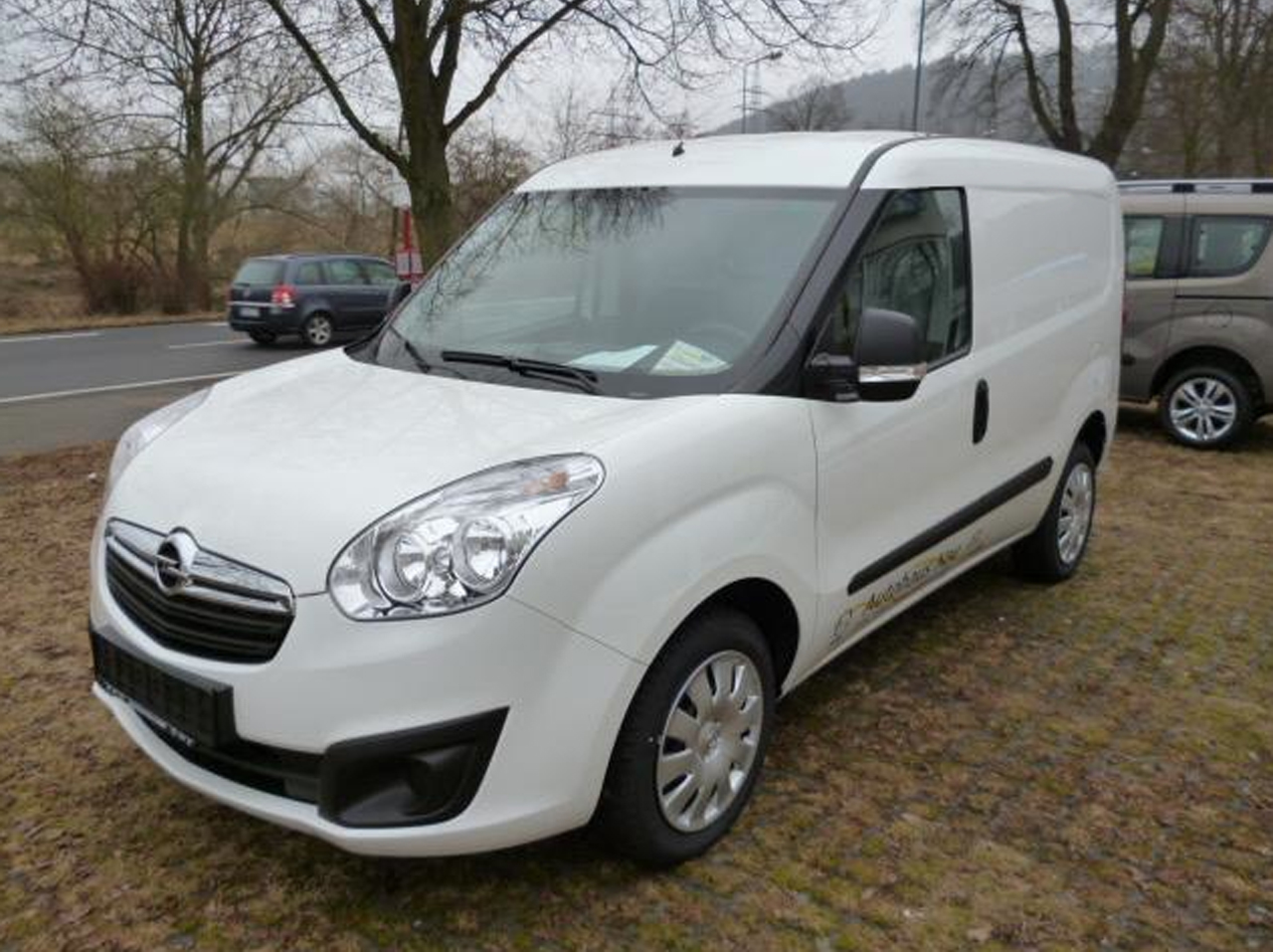
Opel Combo
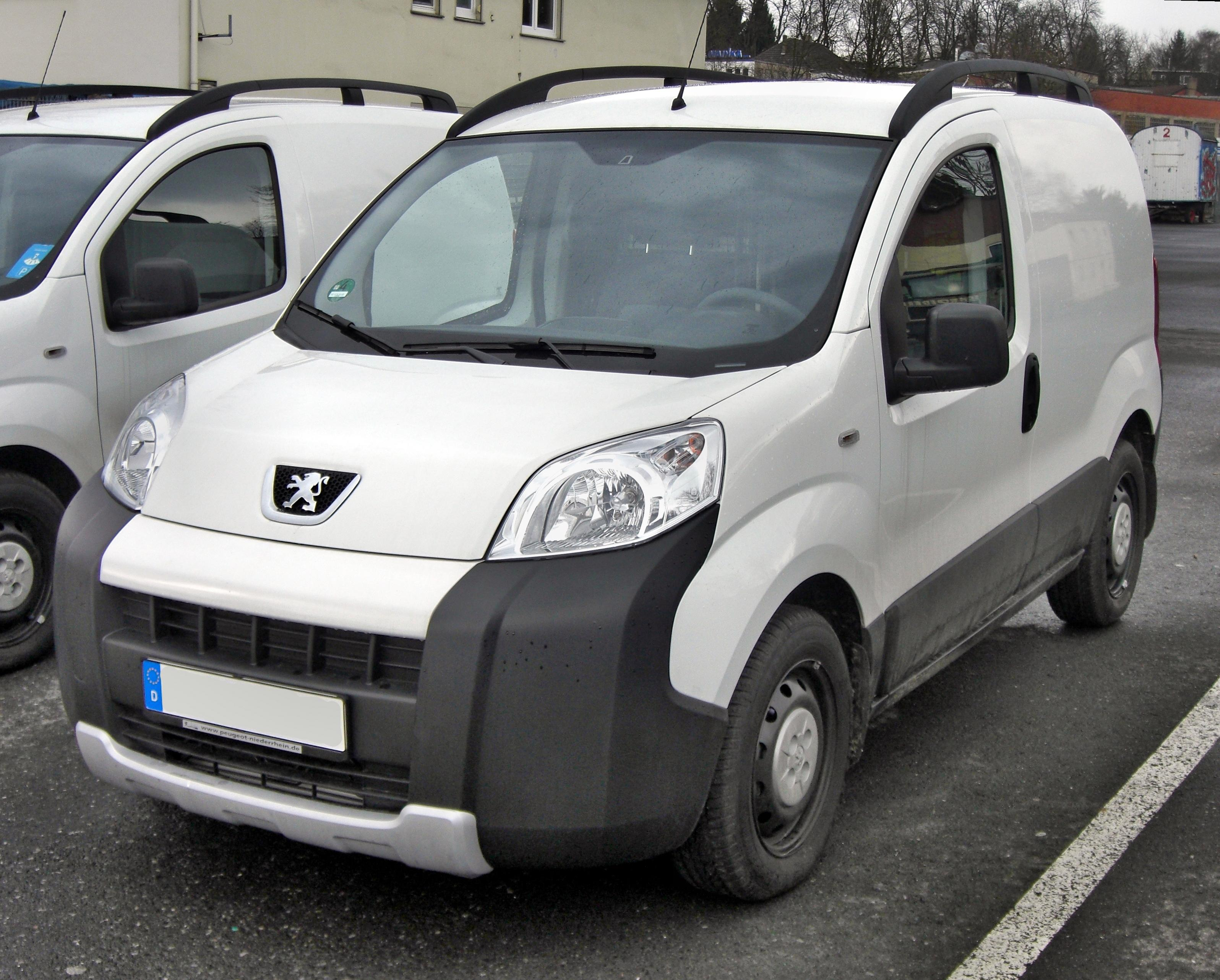
Peugeot Bipper
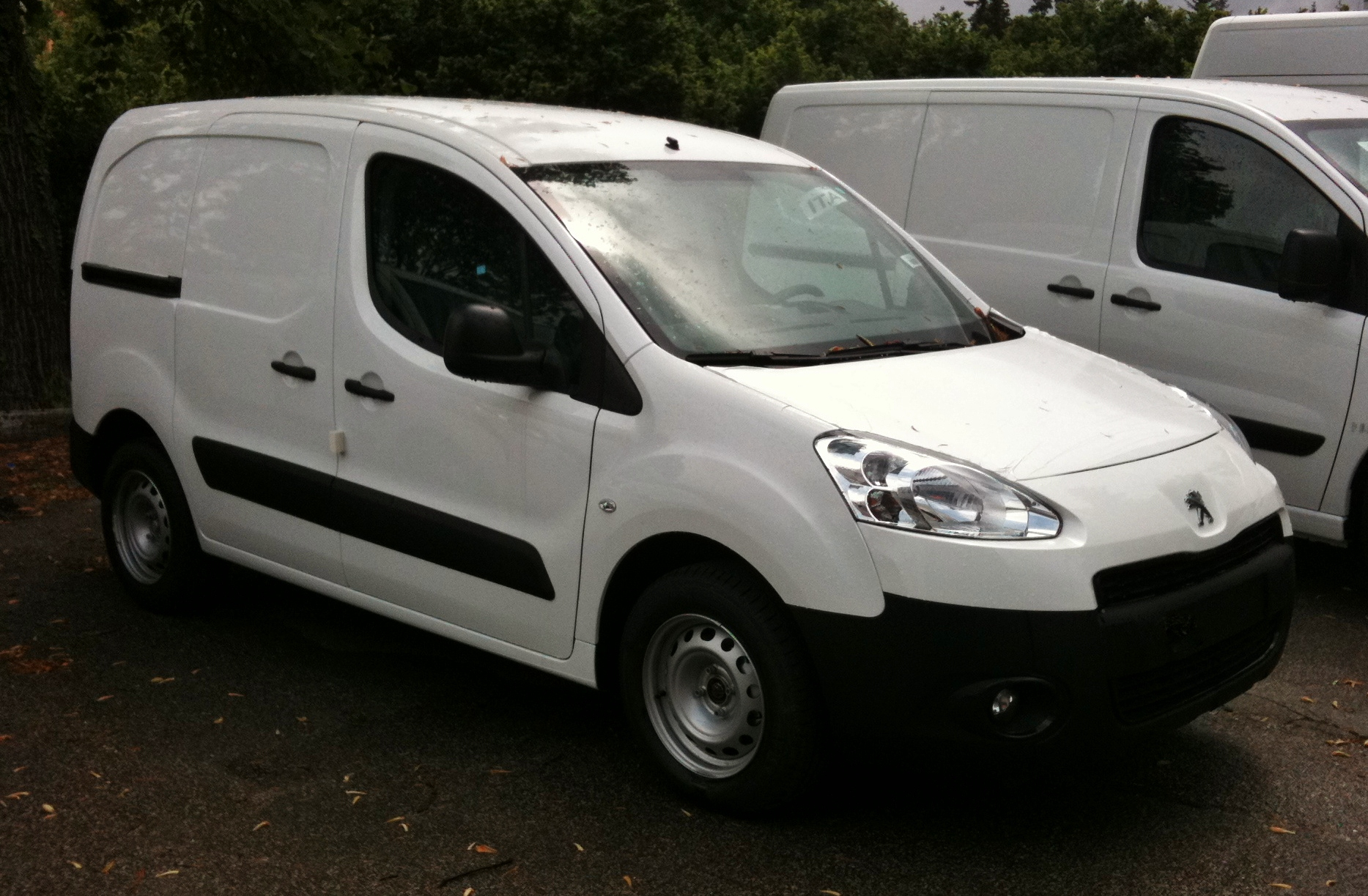
Peugeot Partner
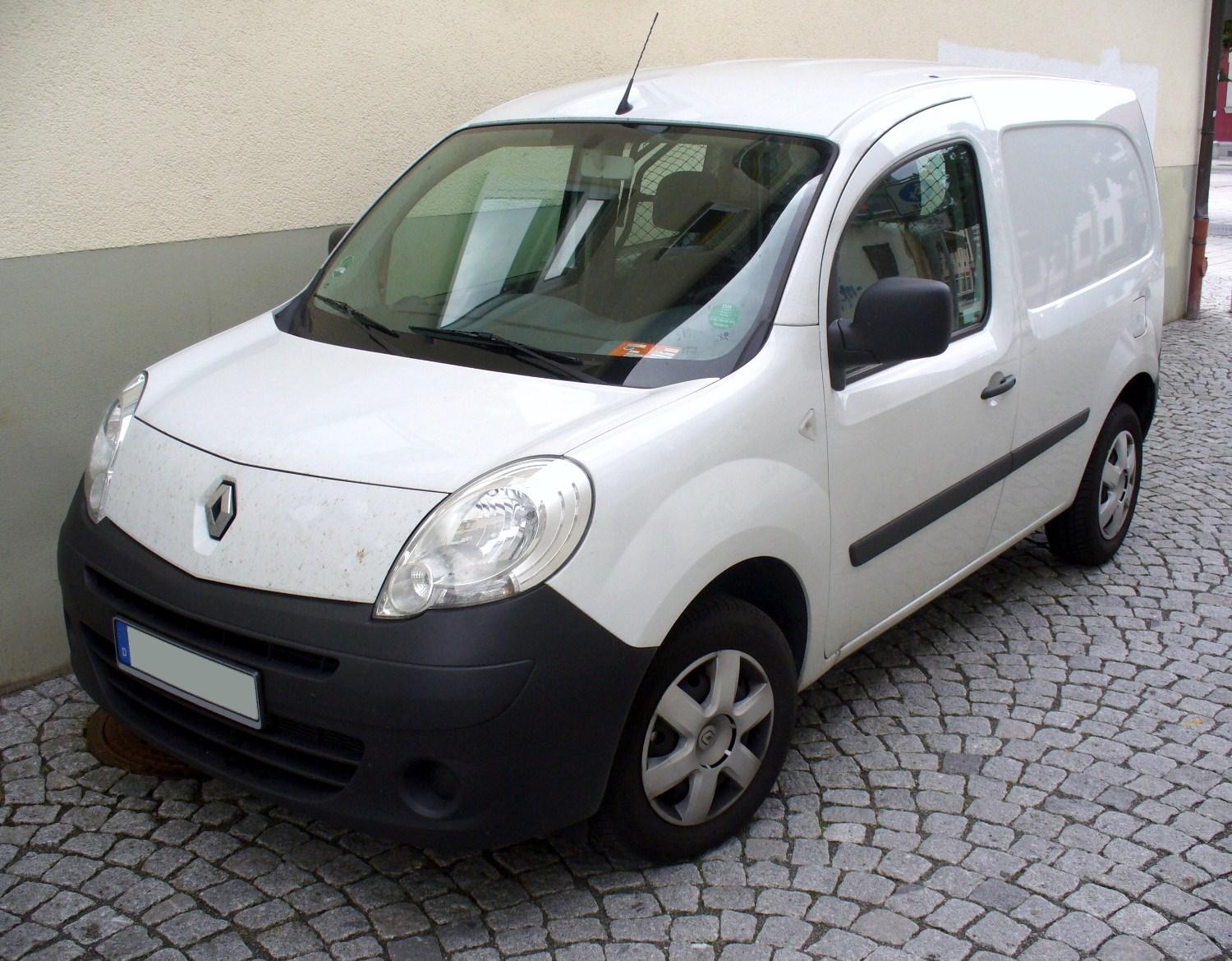
Renault Kangoo
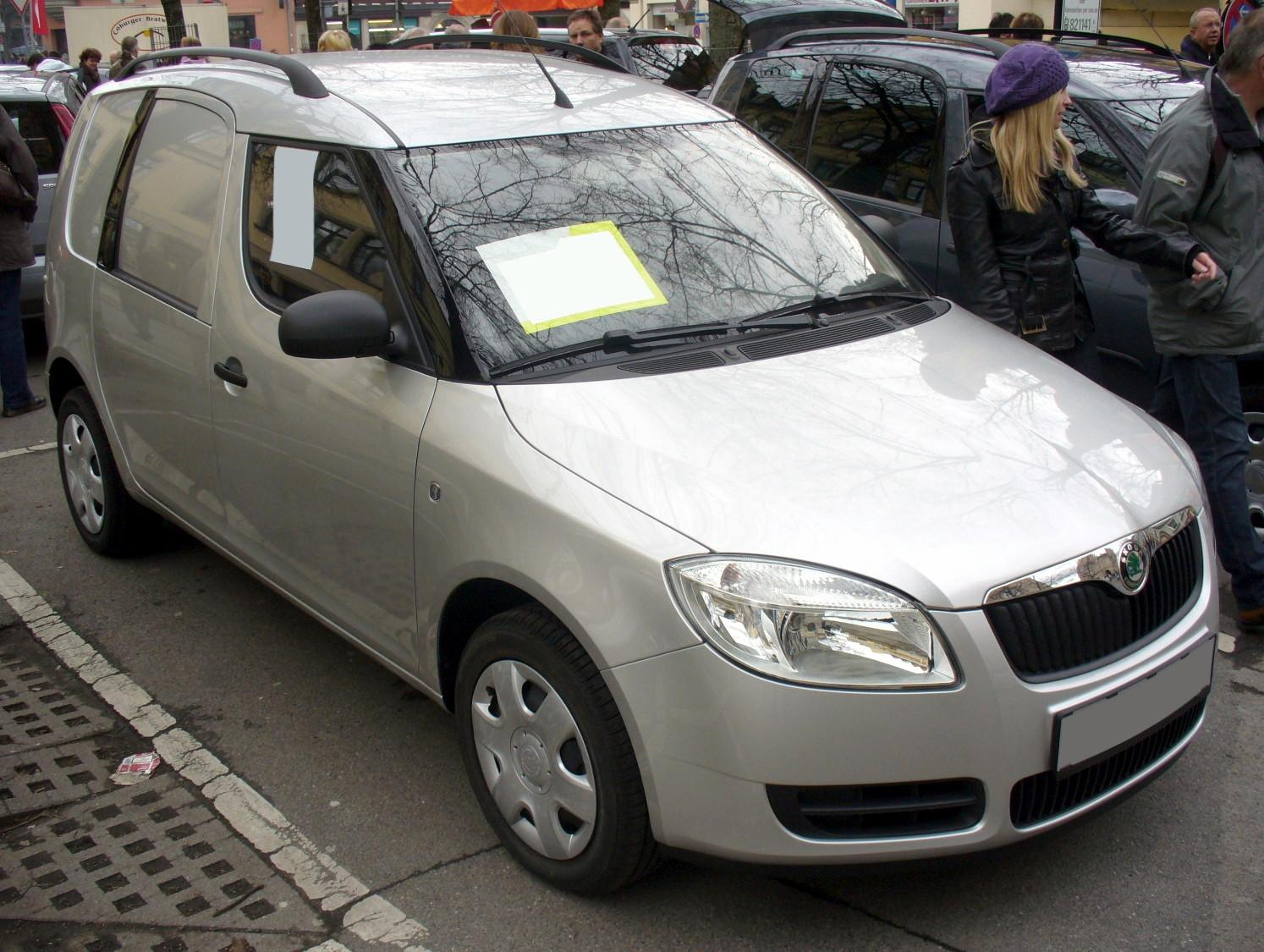
Škoda Praktik
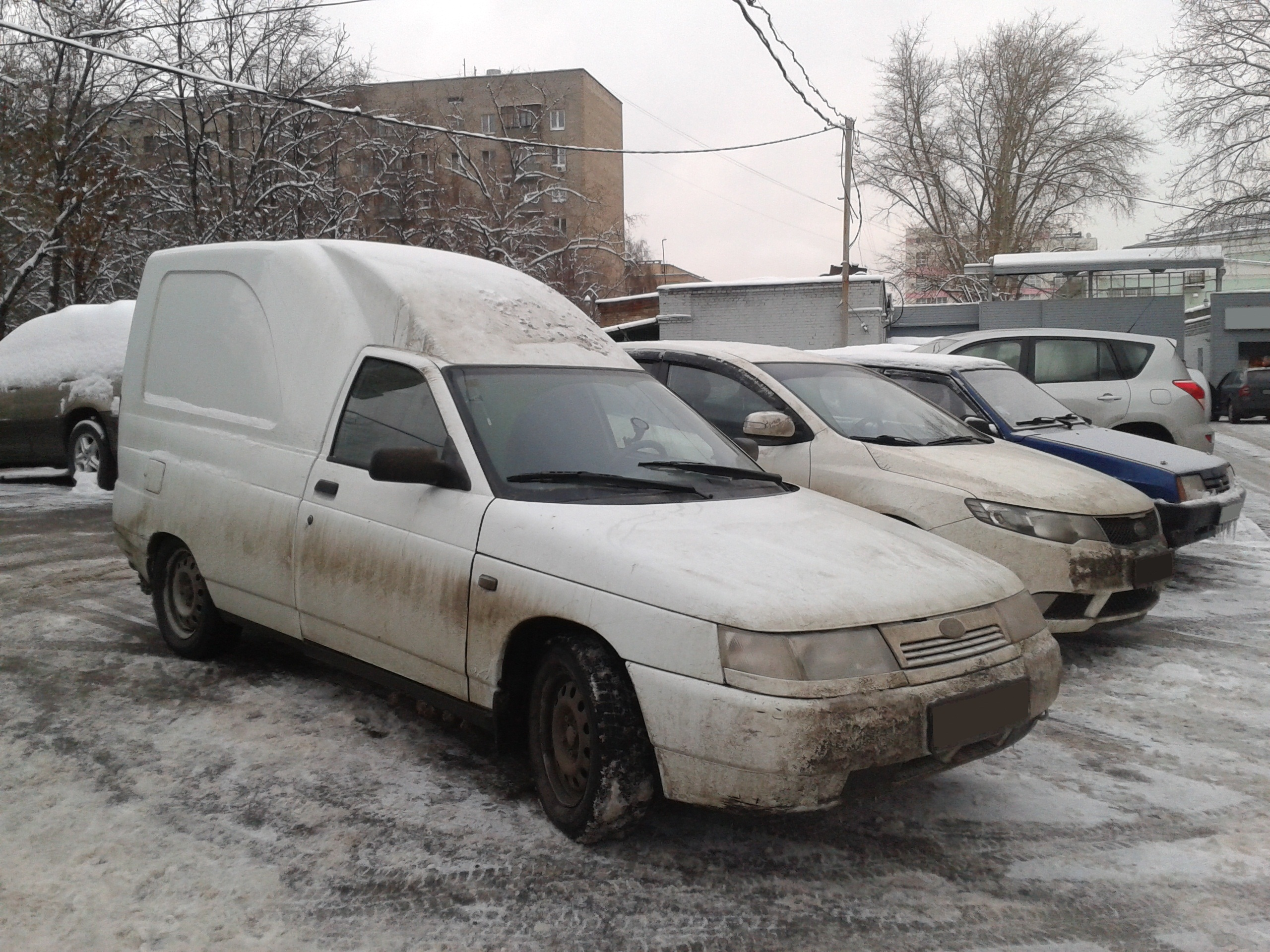
Богдан-2310
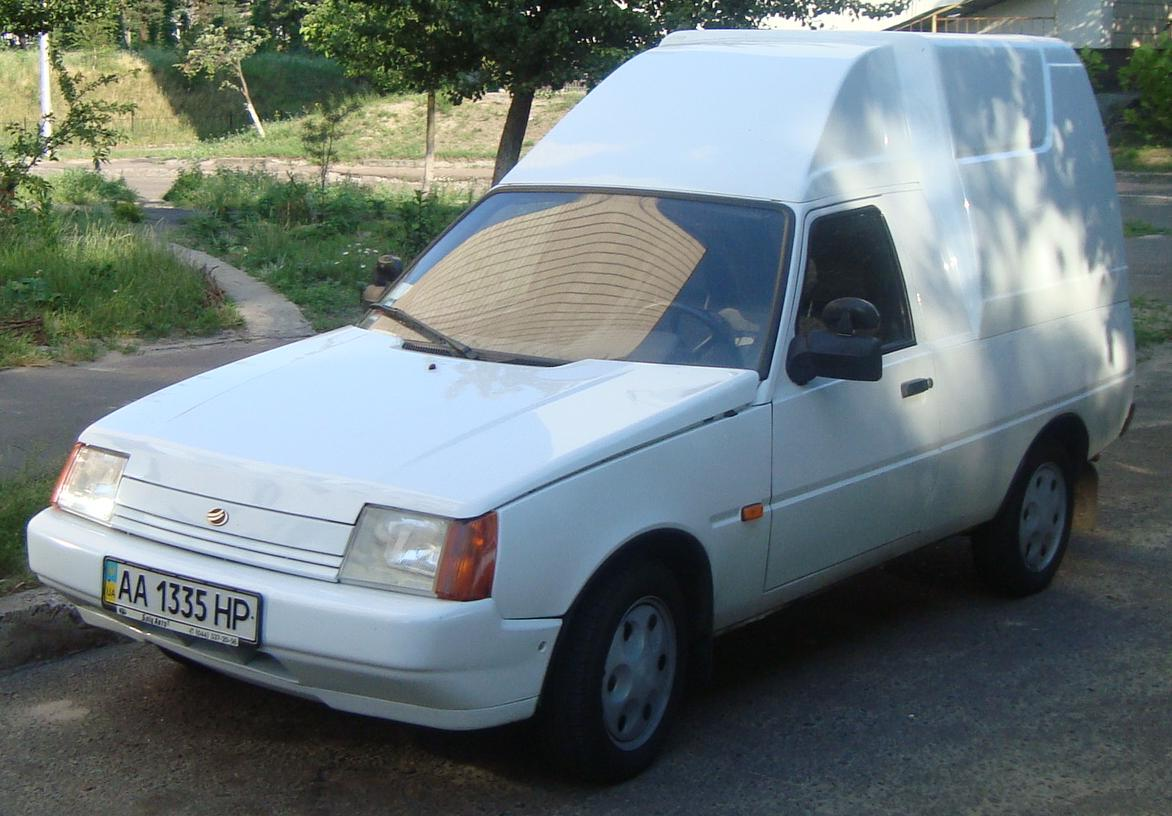
ЗАЗ-11055 Таврія Пікап
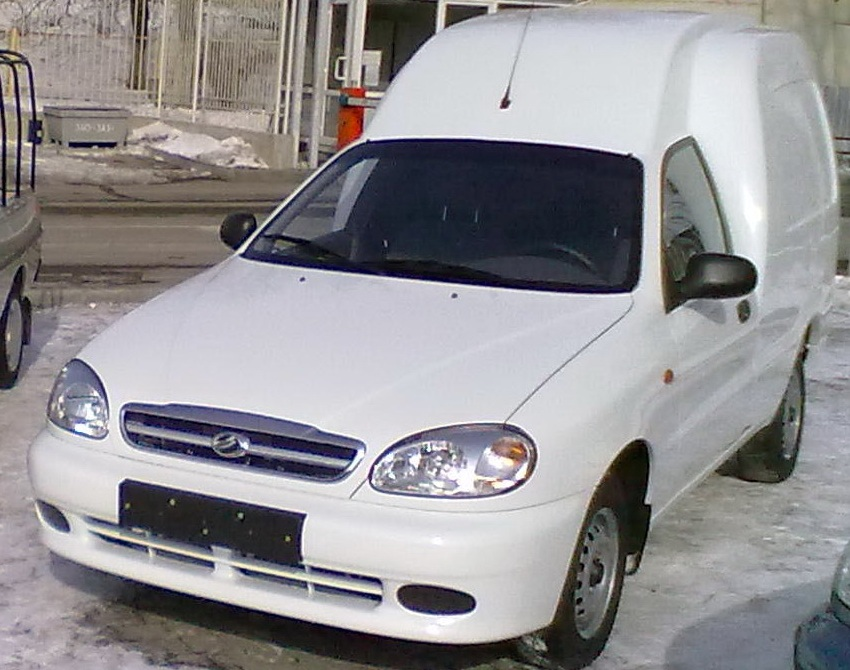
ЗАЗ Lanos Pick-up

### Фургони на основі універсалів і хетчбеків

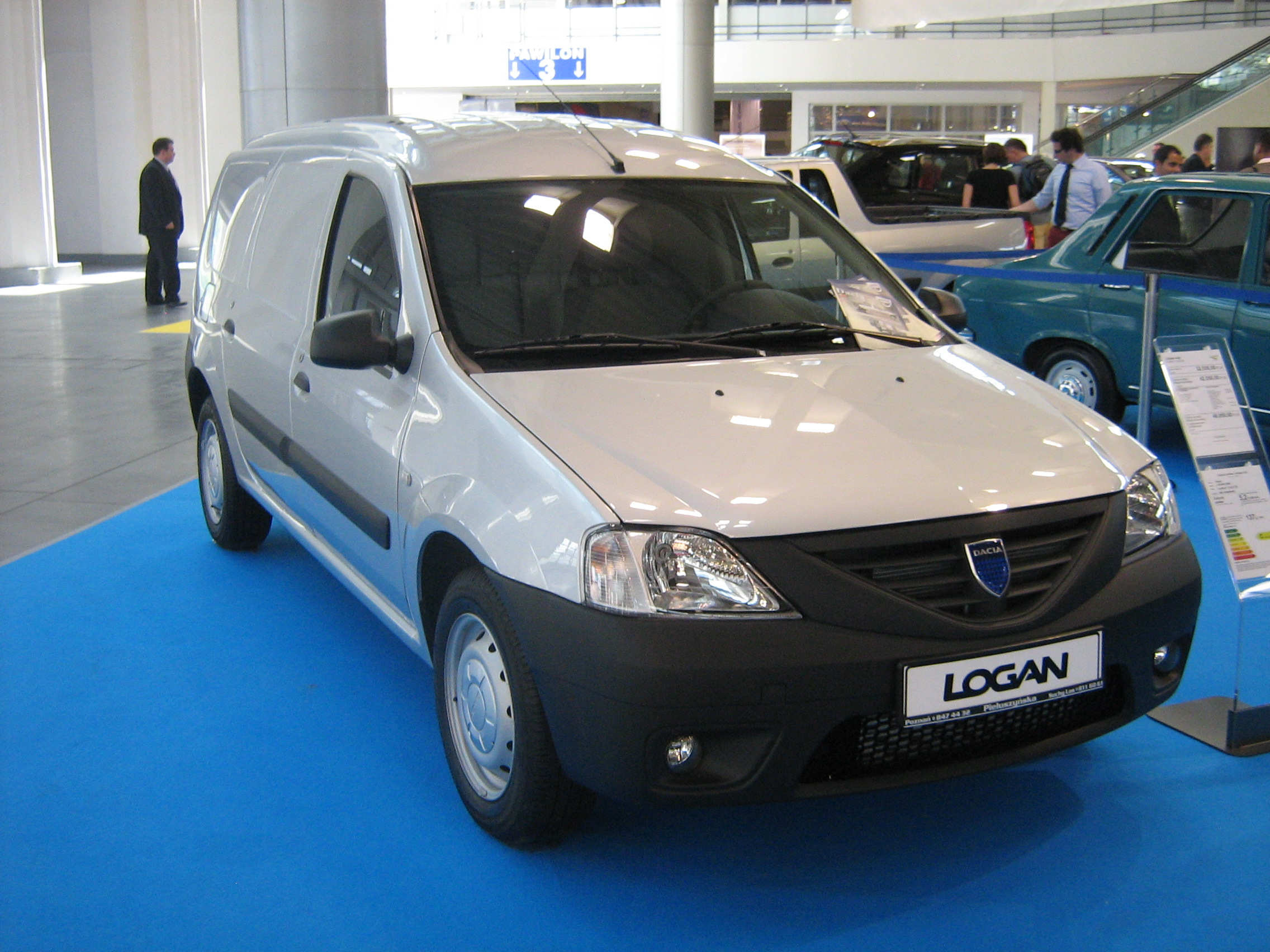
Dacia Logan MCV
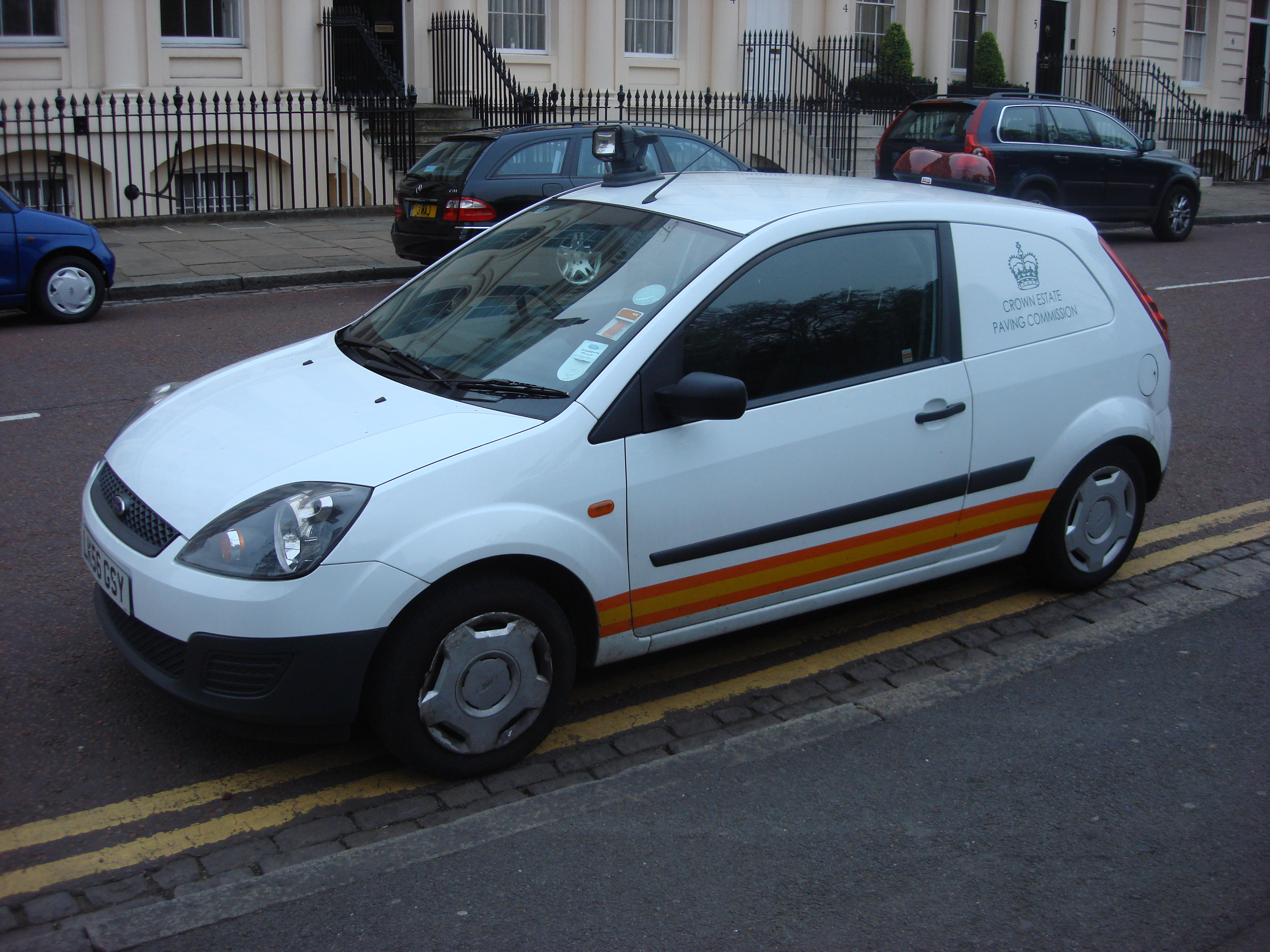
Ford Fiesta
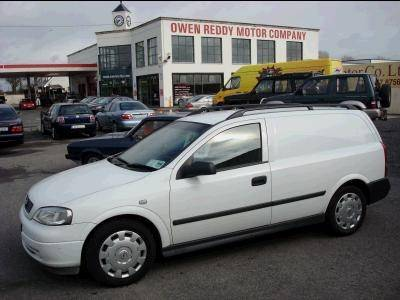
Opel Astra
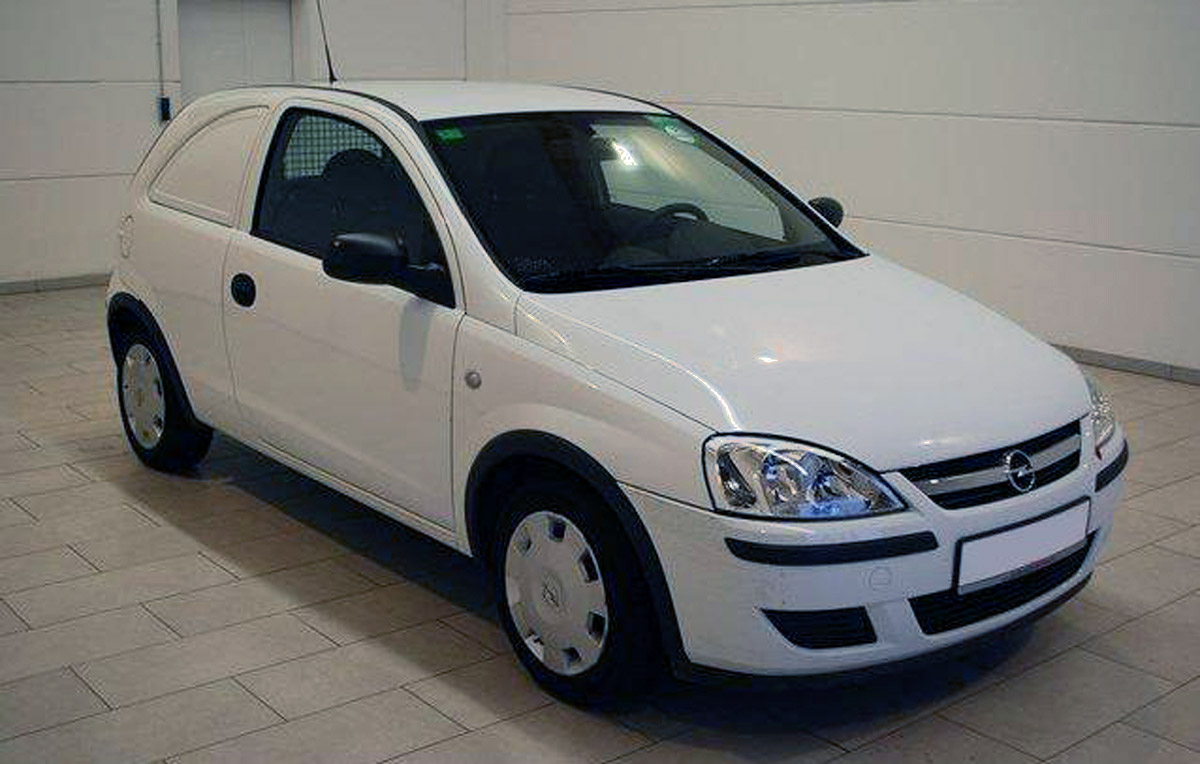
Opel Corsa
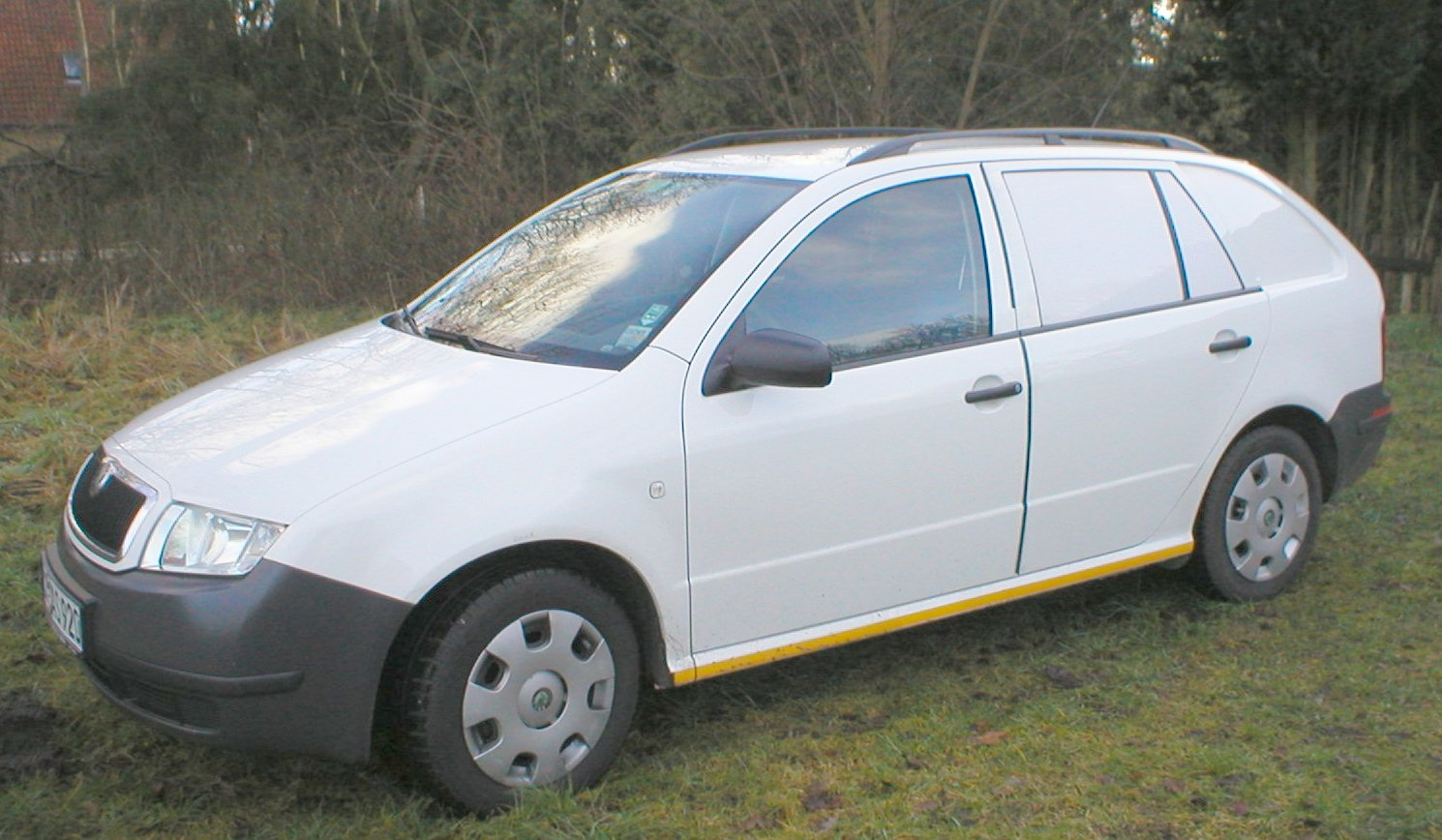
Škoda Fabia

### Фургони на основі пікапів

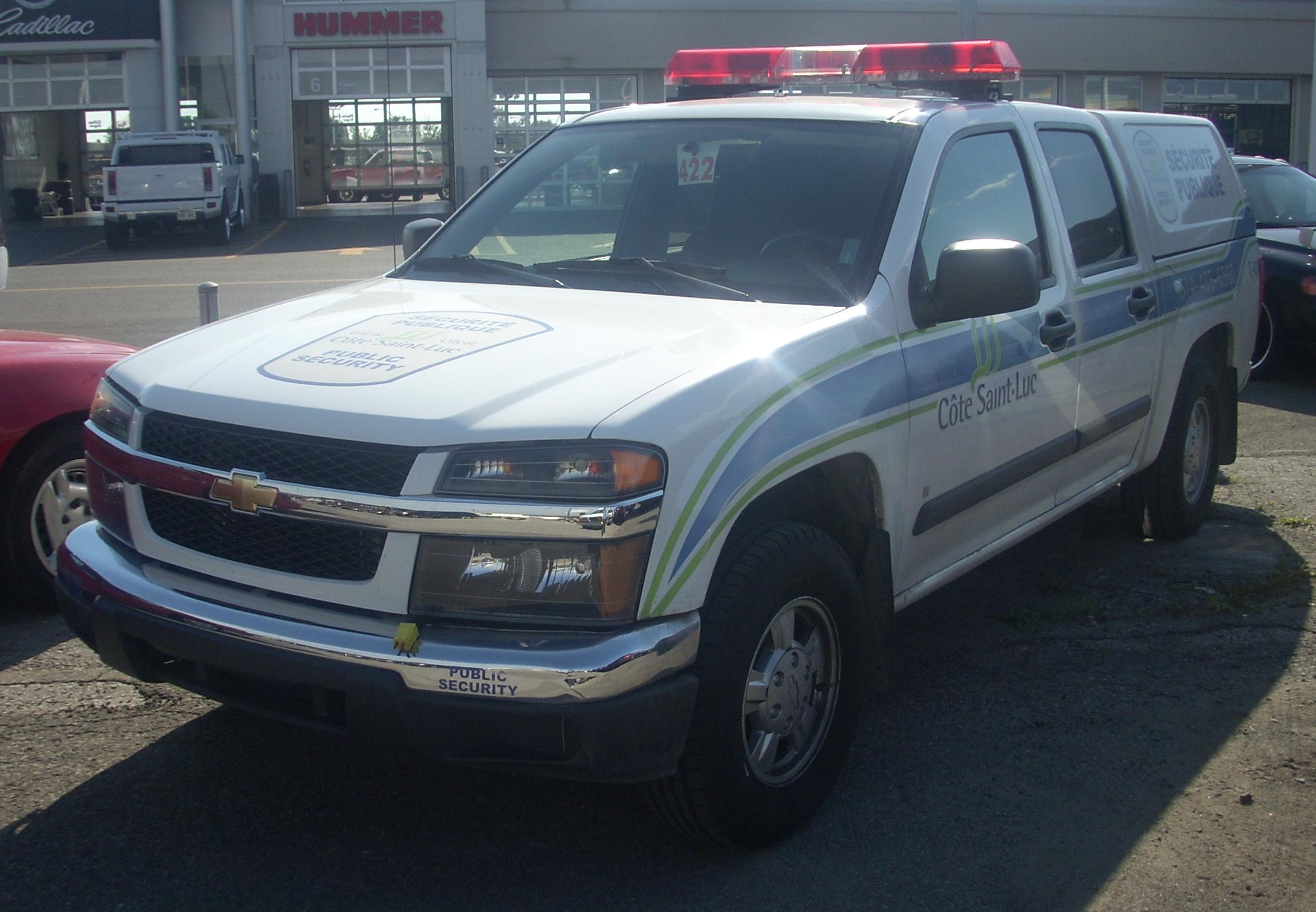
Chevrolet Colorado
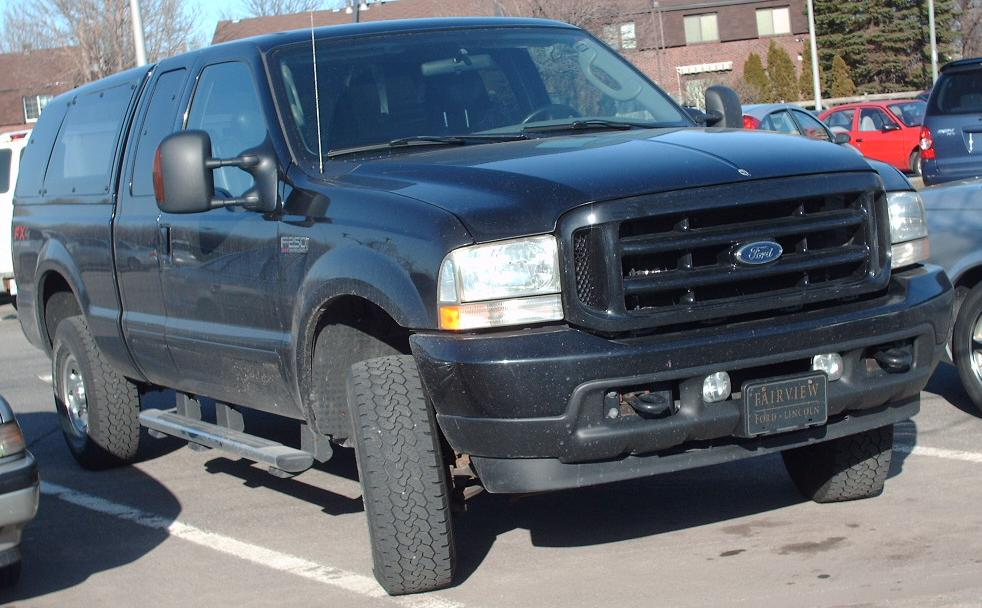
Ford F-серії
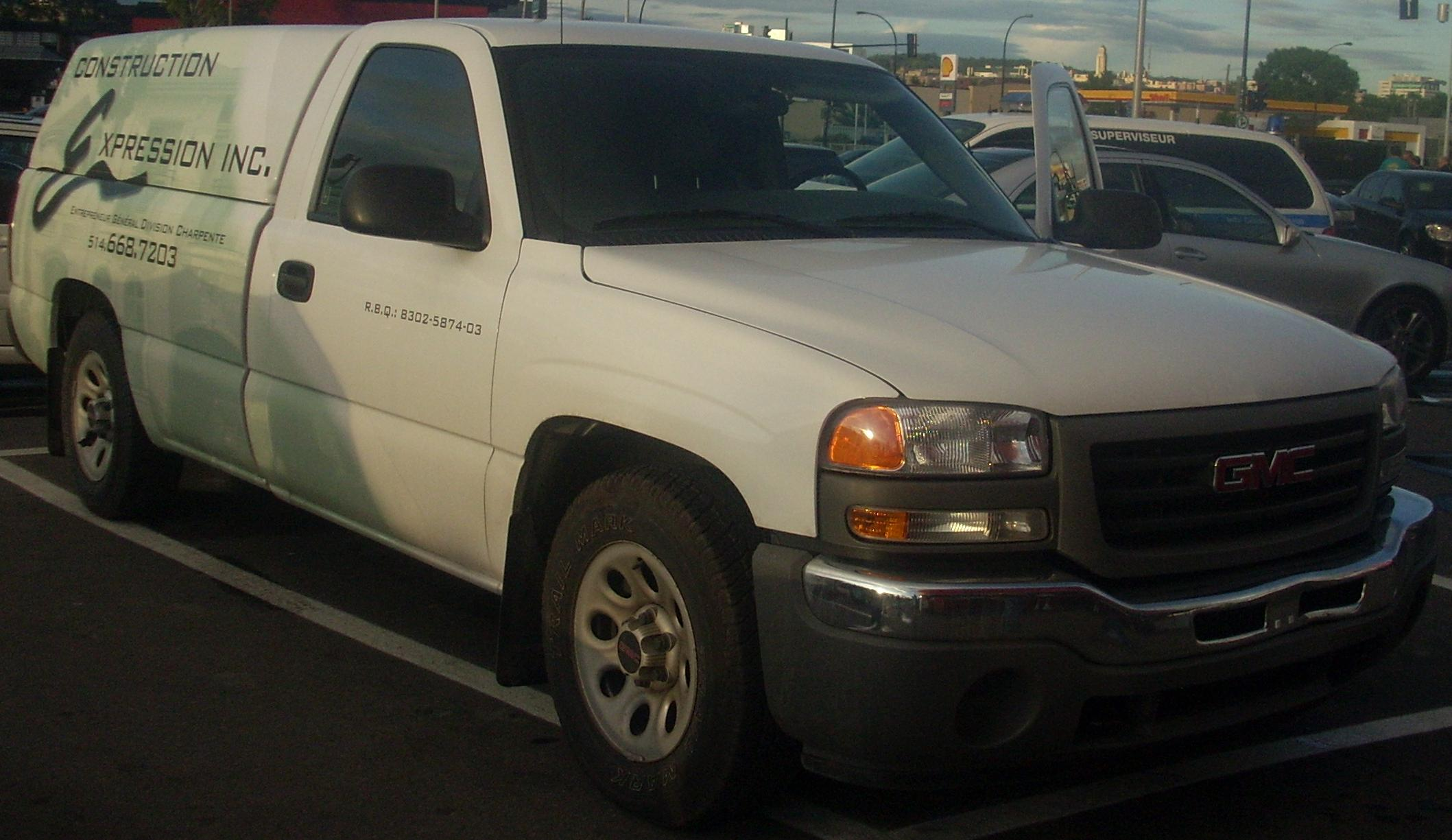
GMC Sierra
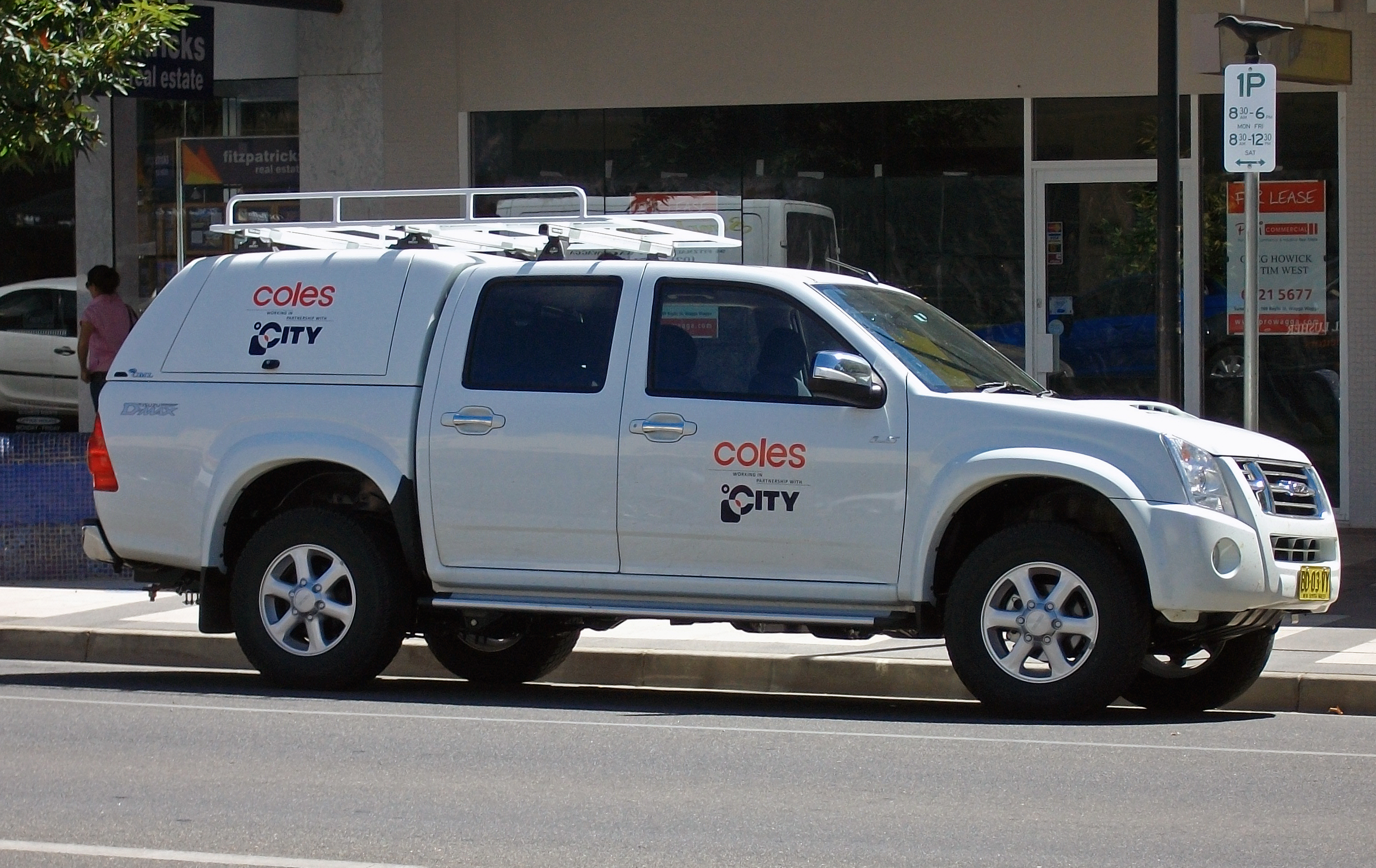
Isuzu D-Max
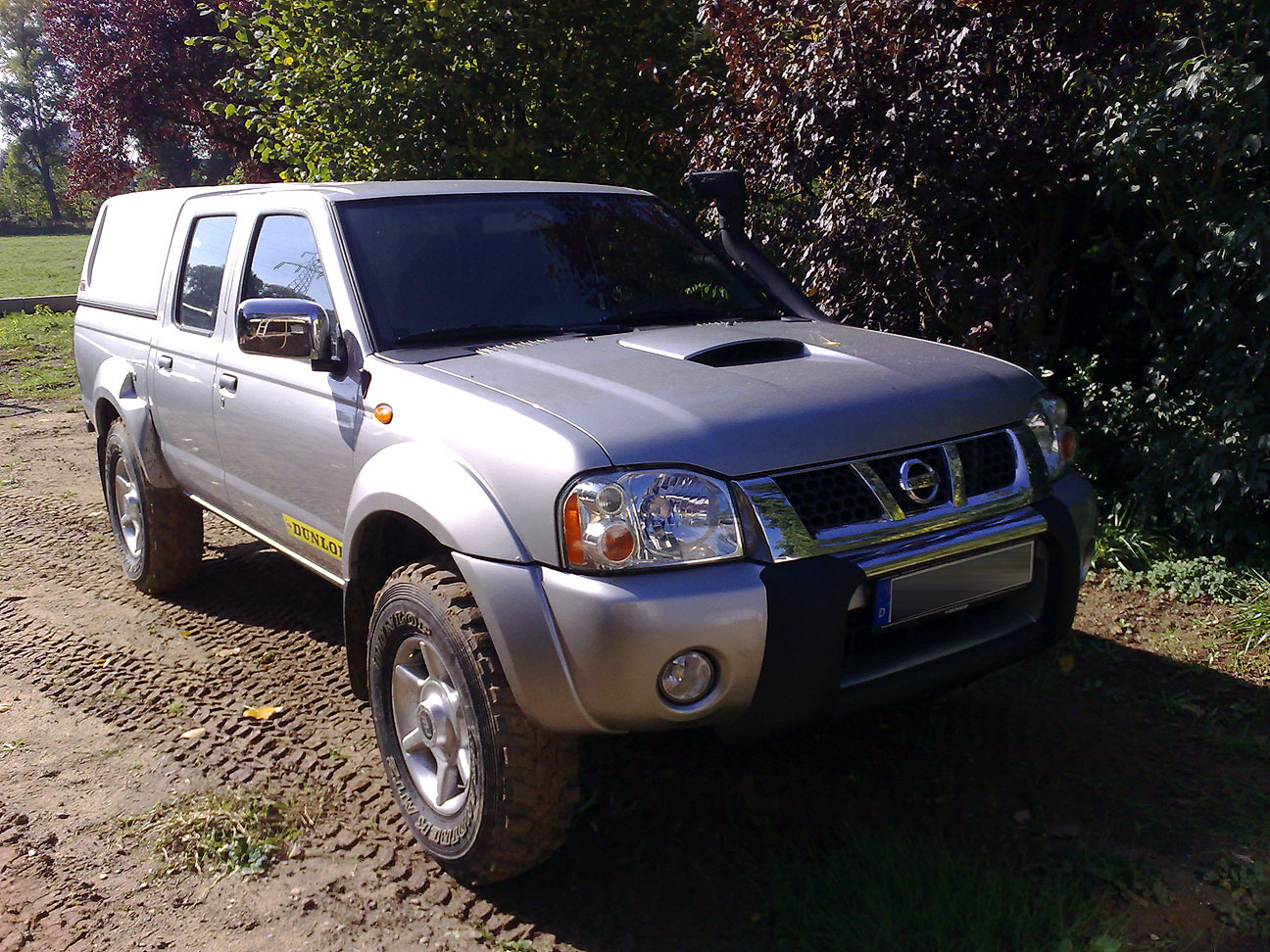
Nissan Navara
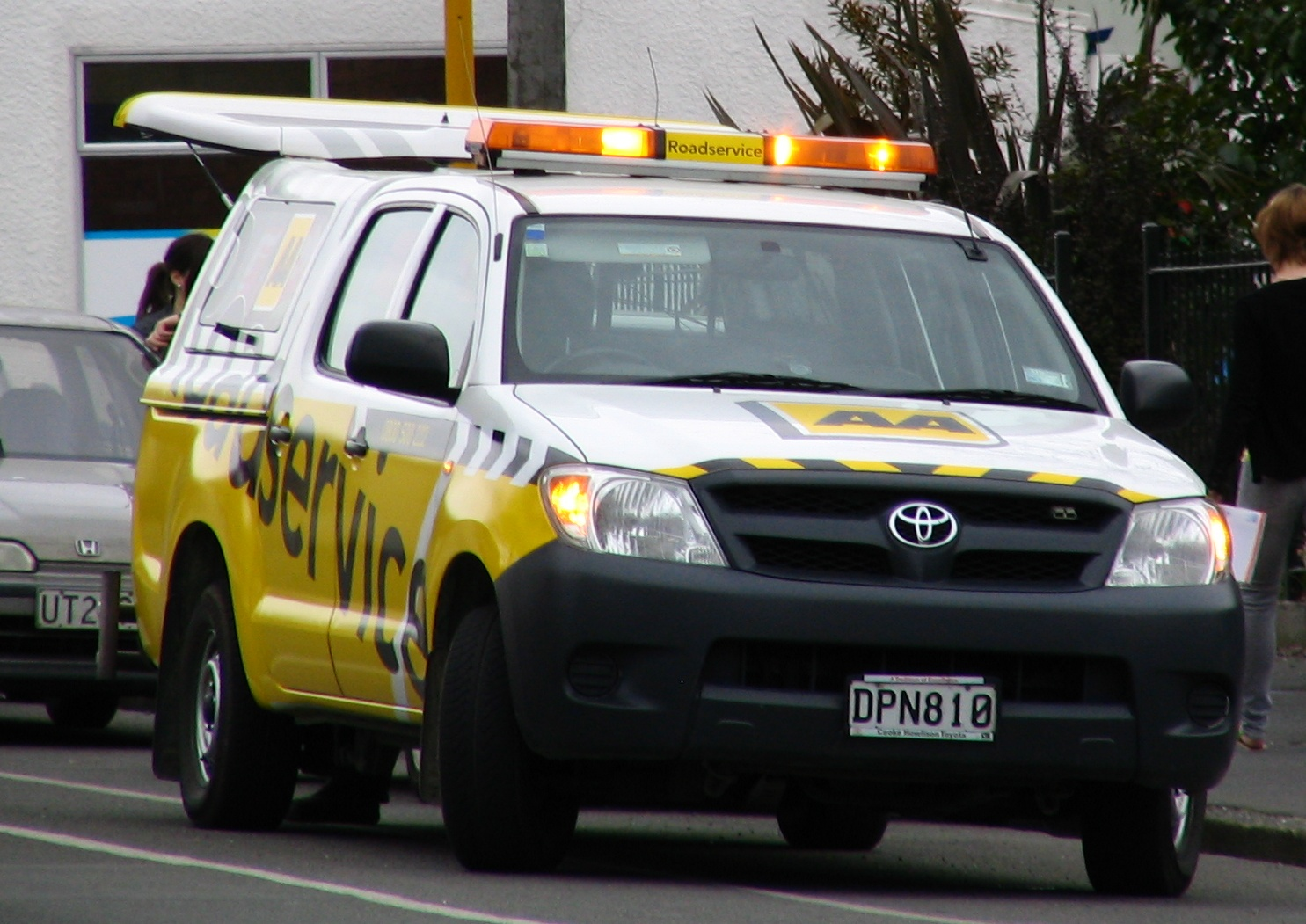
Toyota Hi-Lux

### Фургони на основі мінівенів

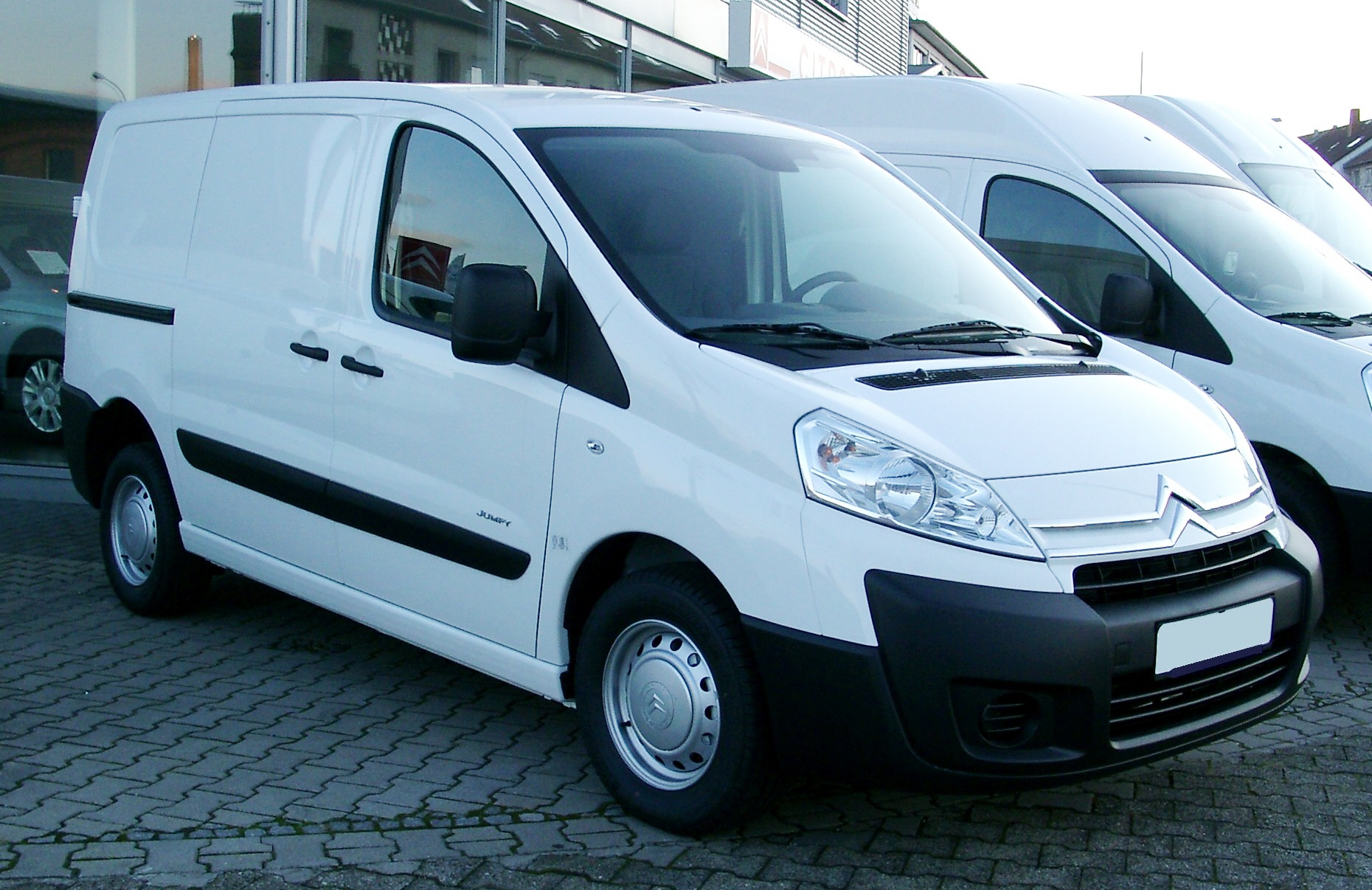
Citroën Jumpy
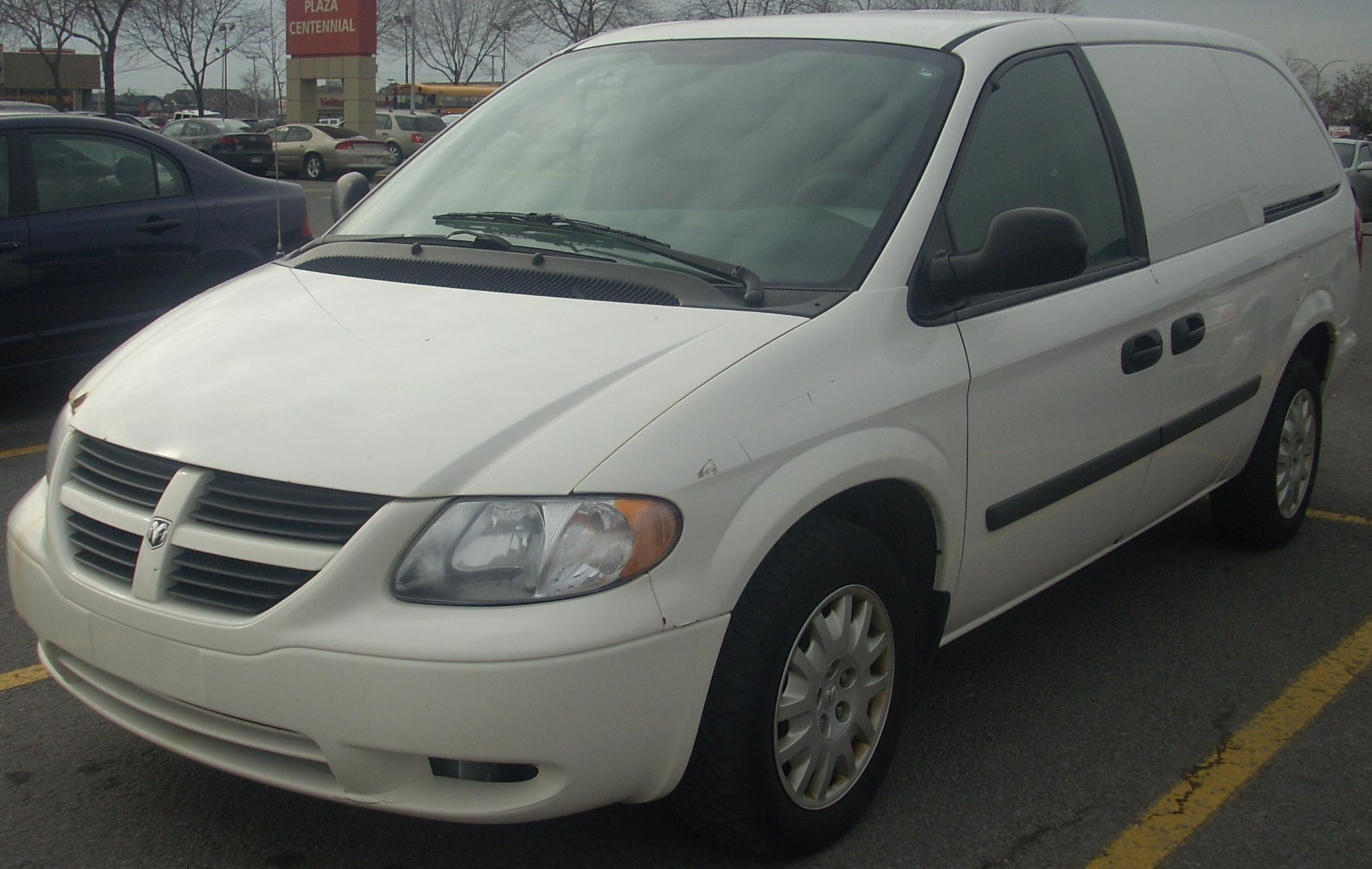
Dodge Caravan
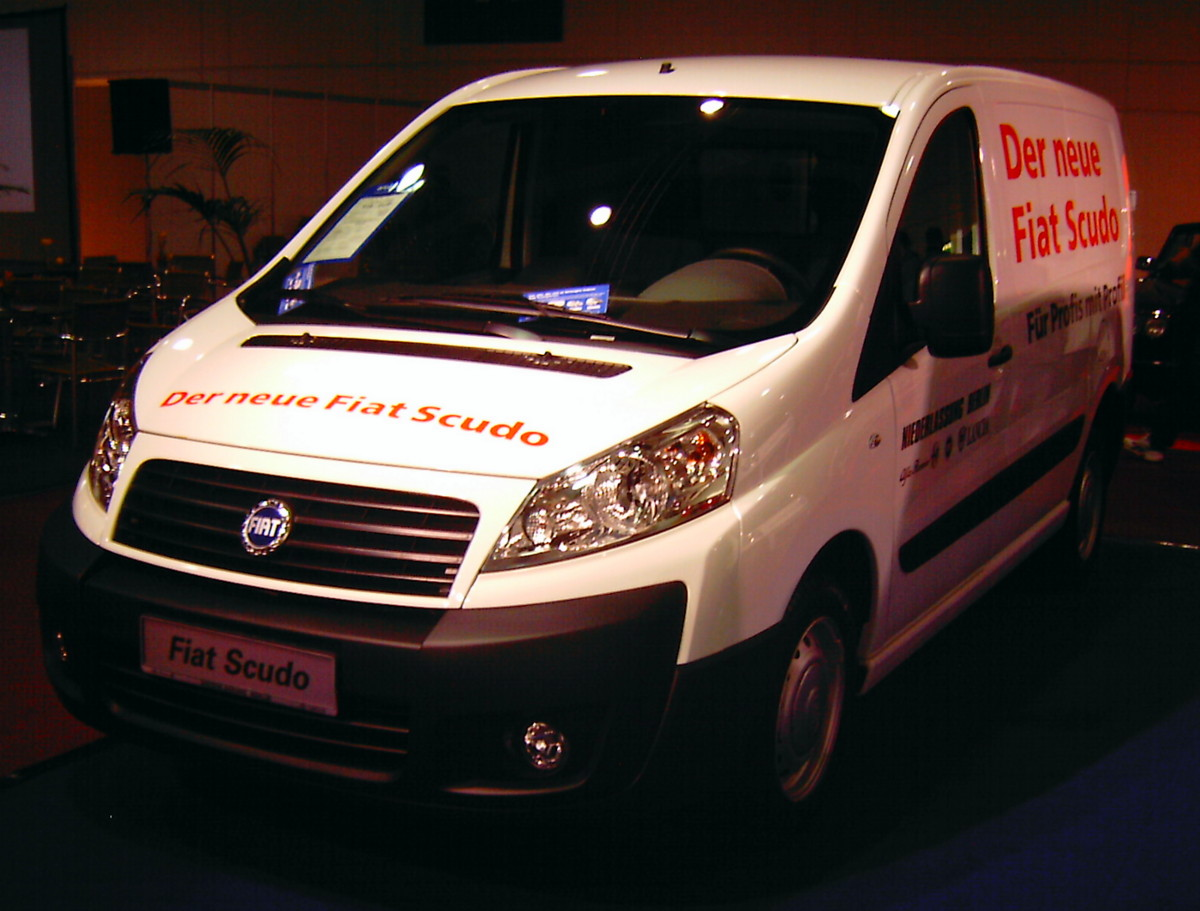
Fiat Scudo
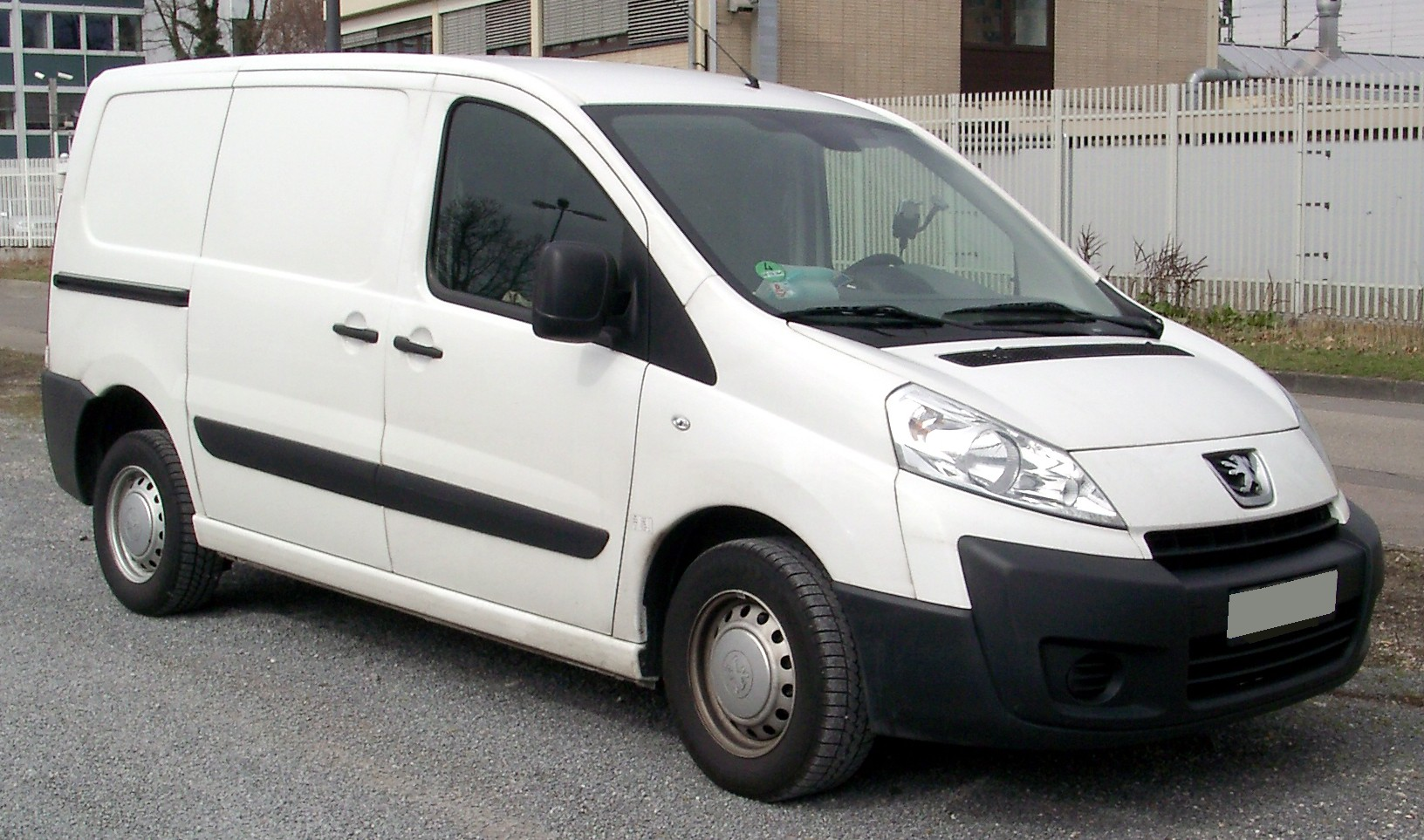
Peugeot Expert
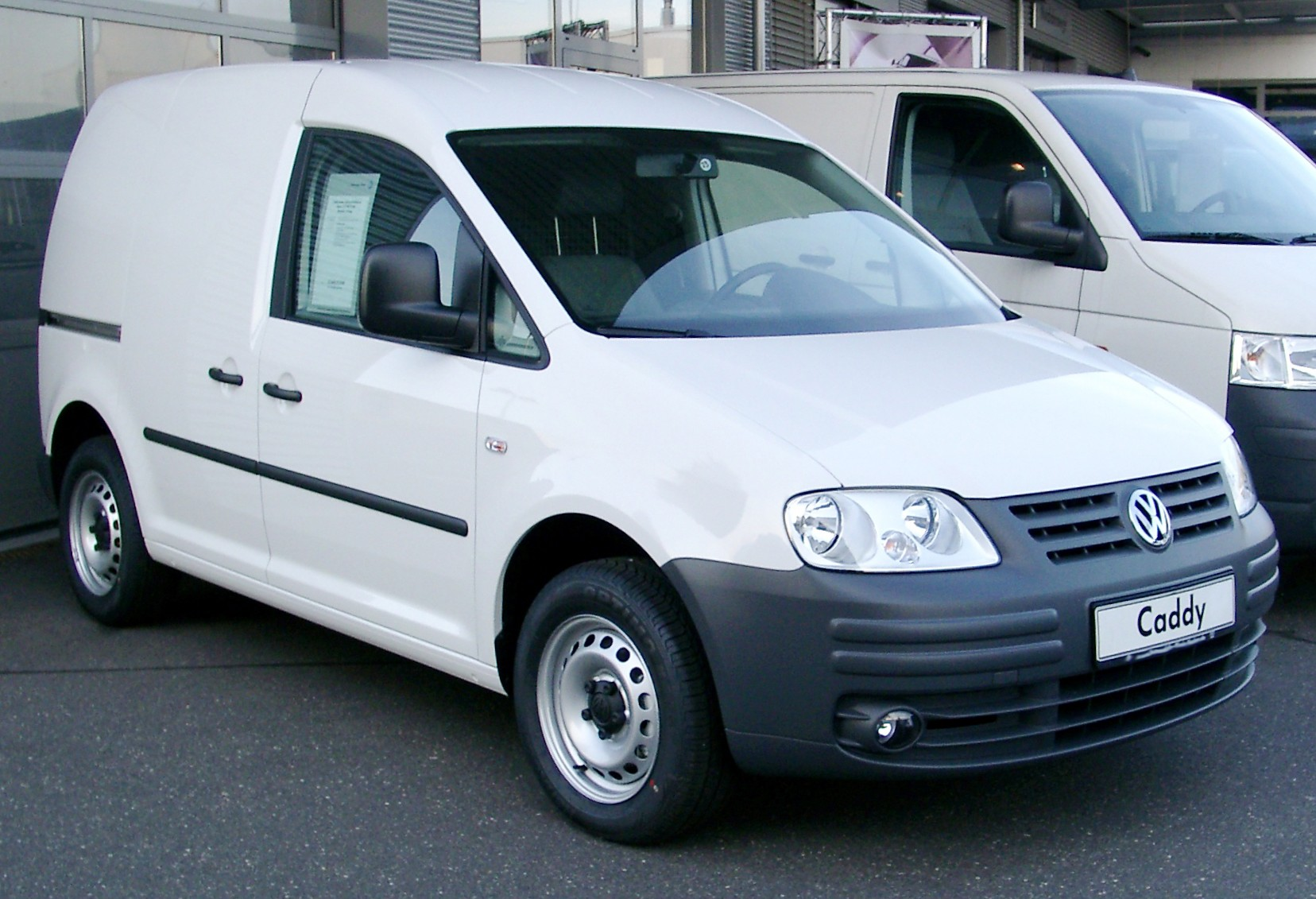
VW Caddy

### Фургони на основі мікроавтобусів

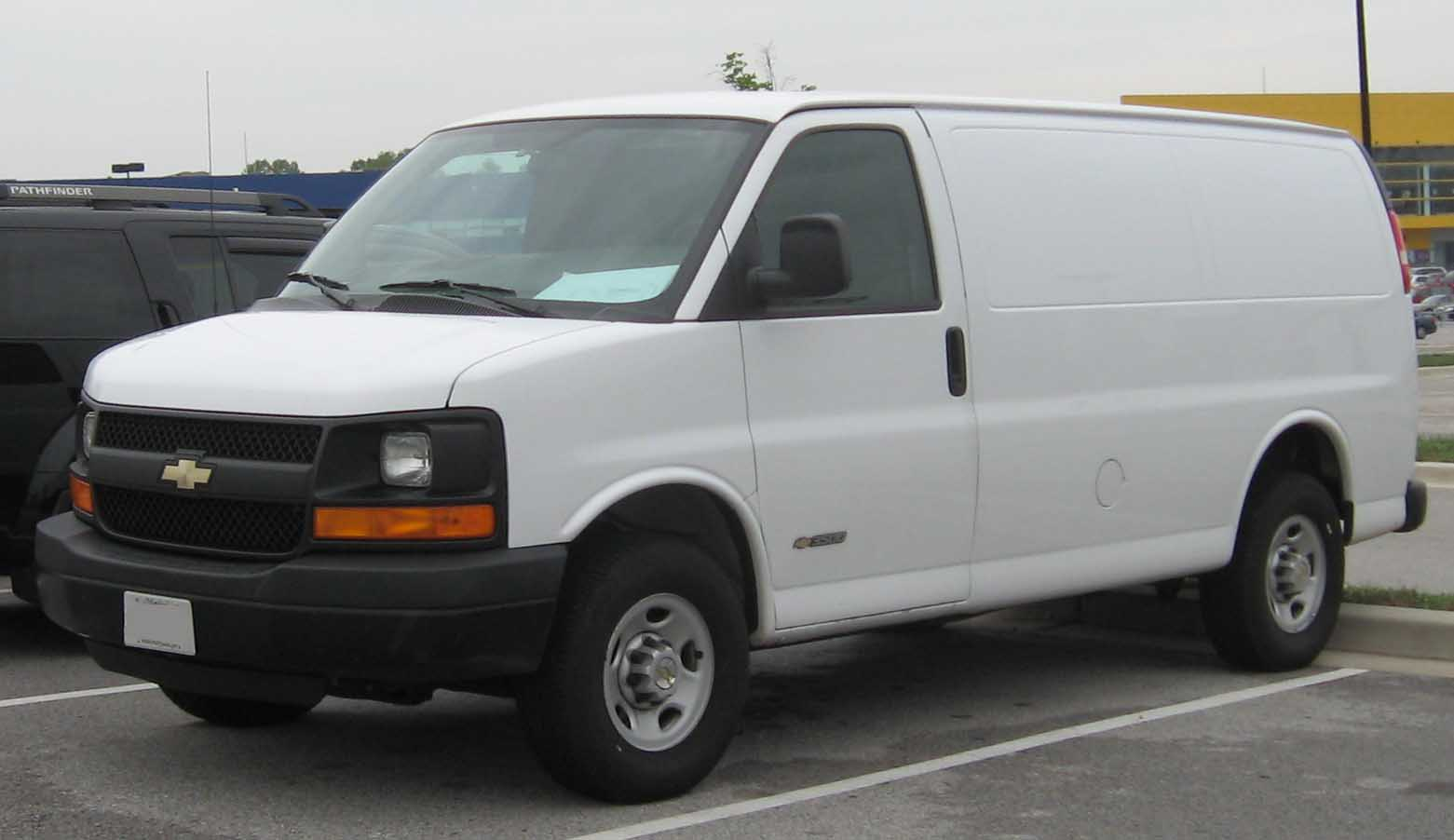
Chevrolet Express
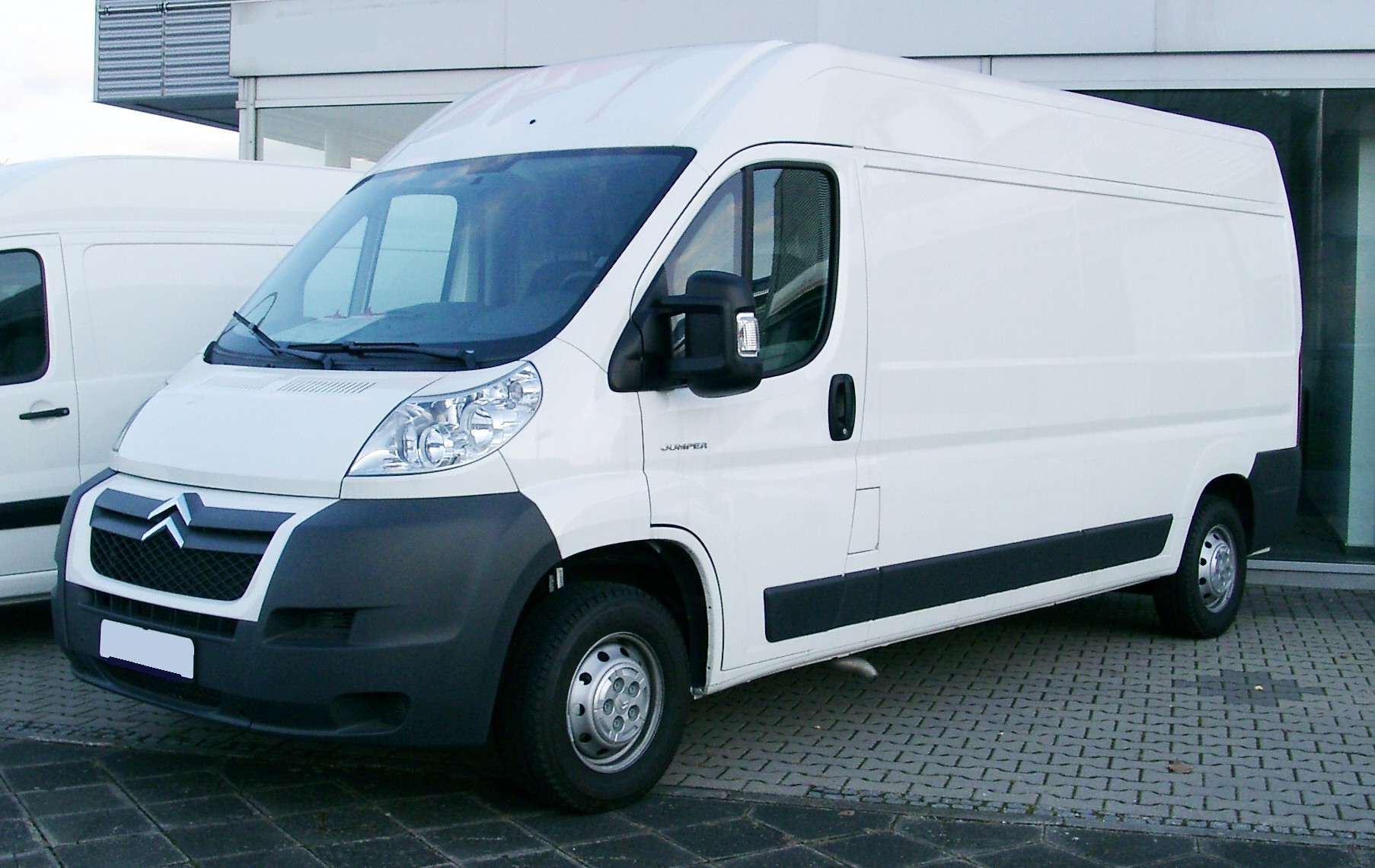
Citroën Jumper
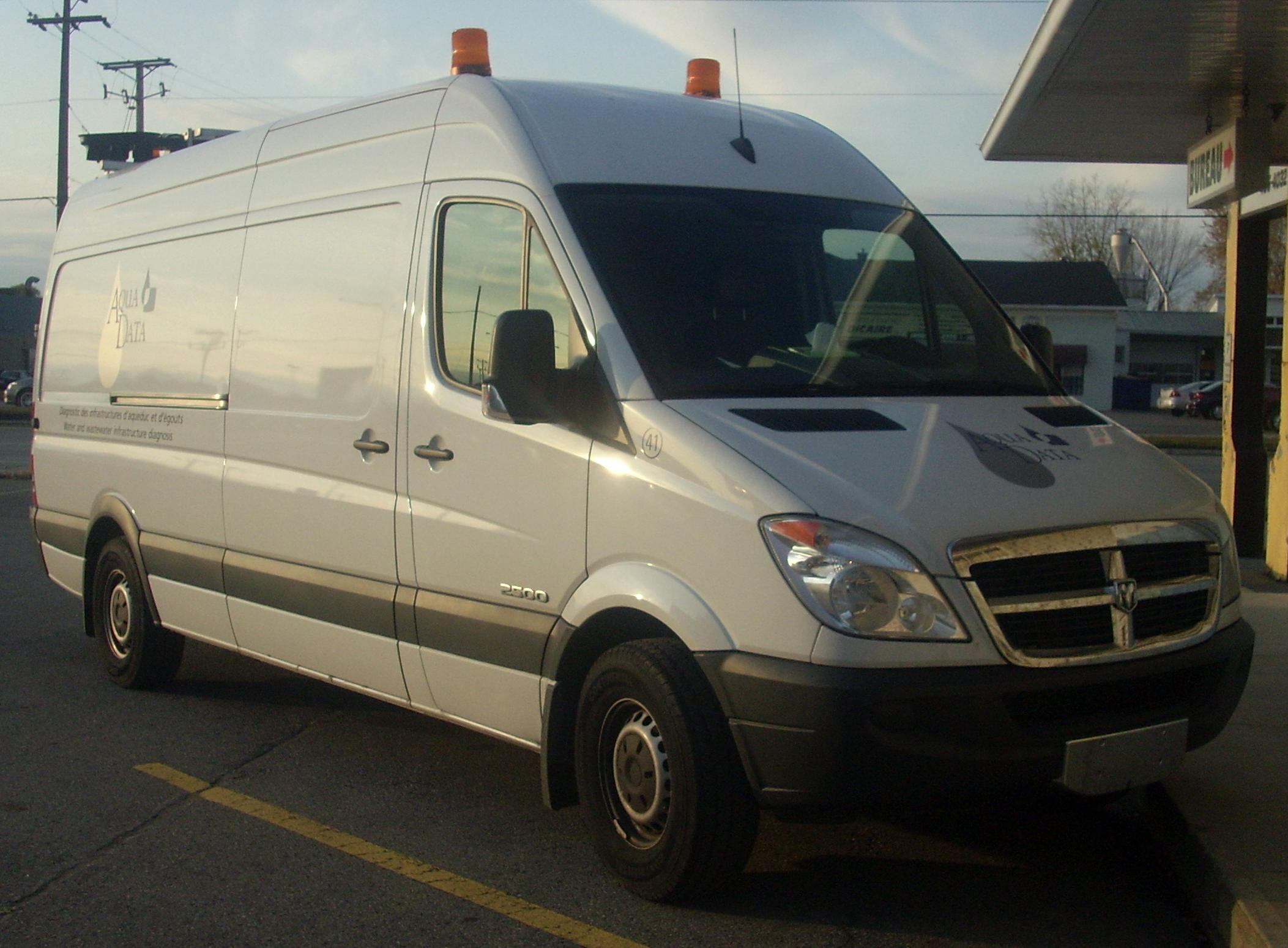
Dodge Sprinter
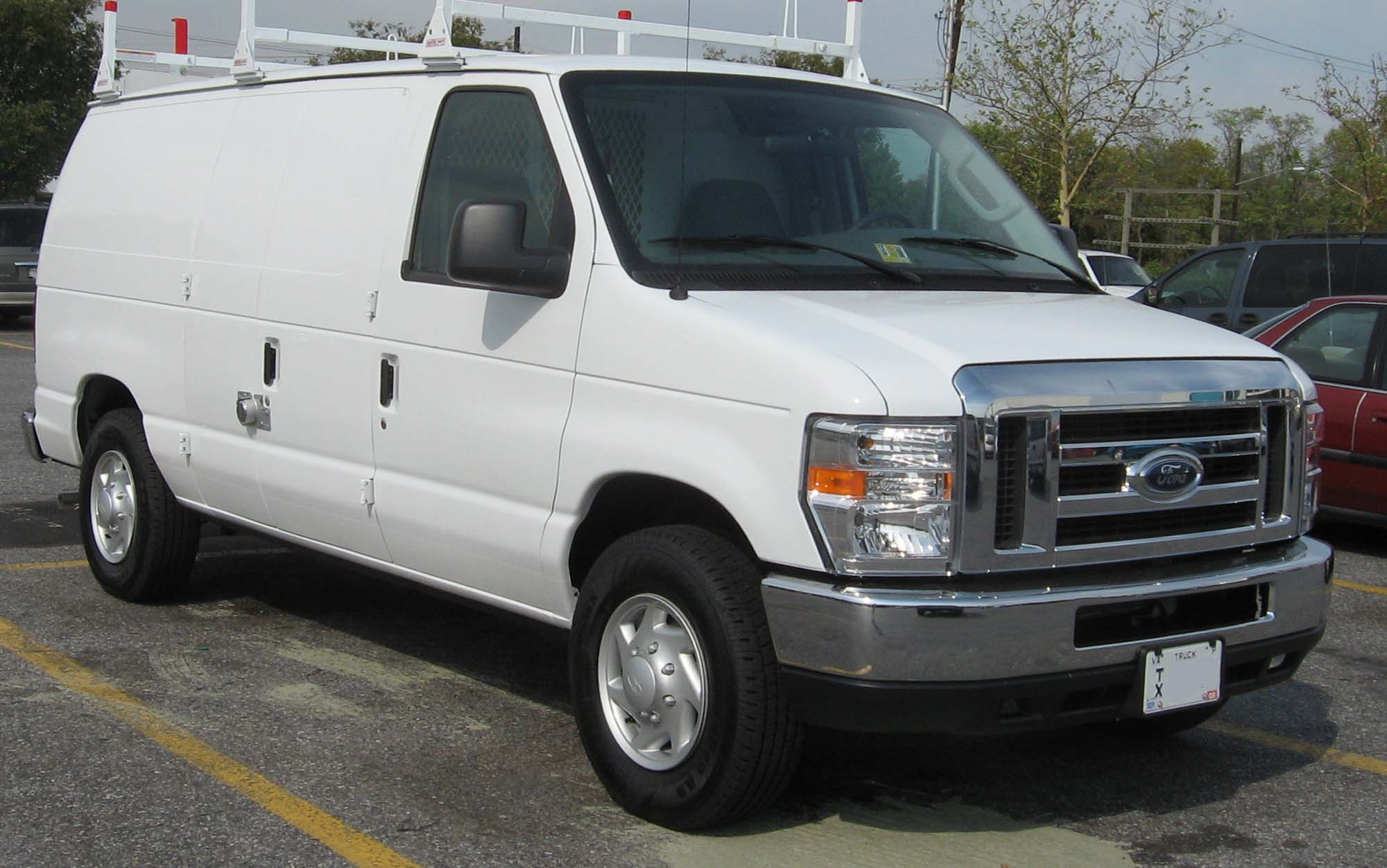
Ford E-Series
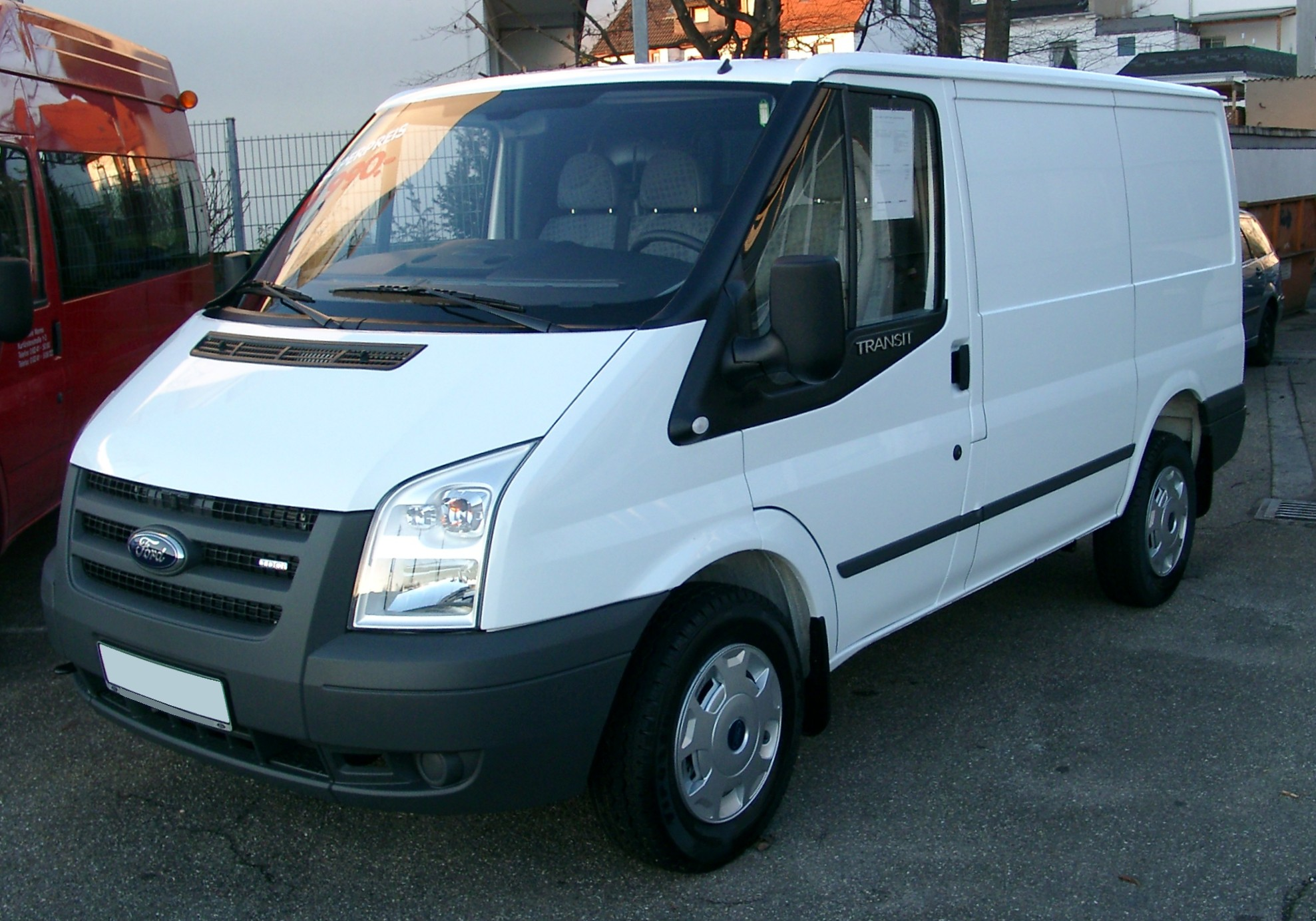
Ford Transit
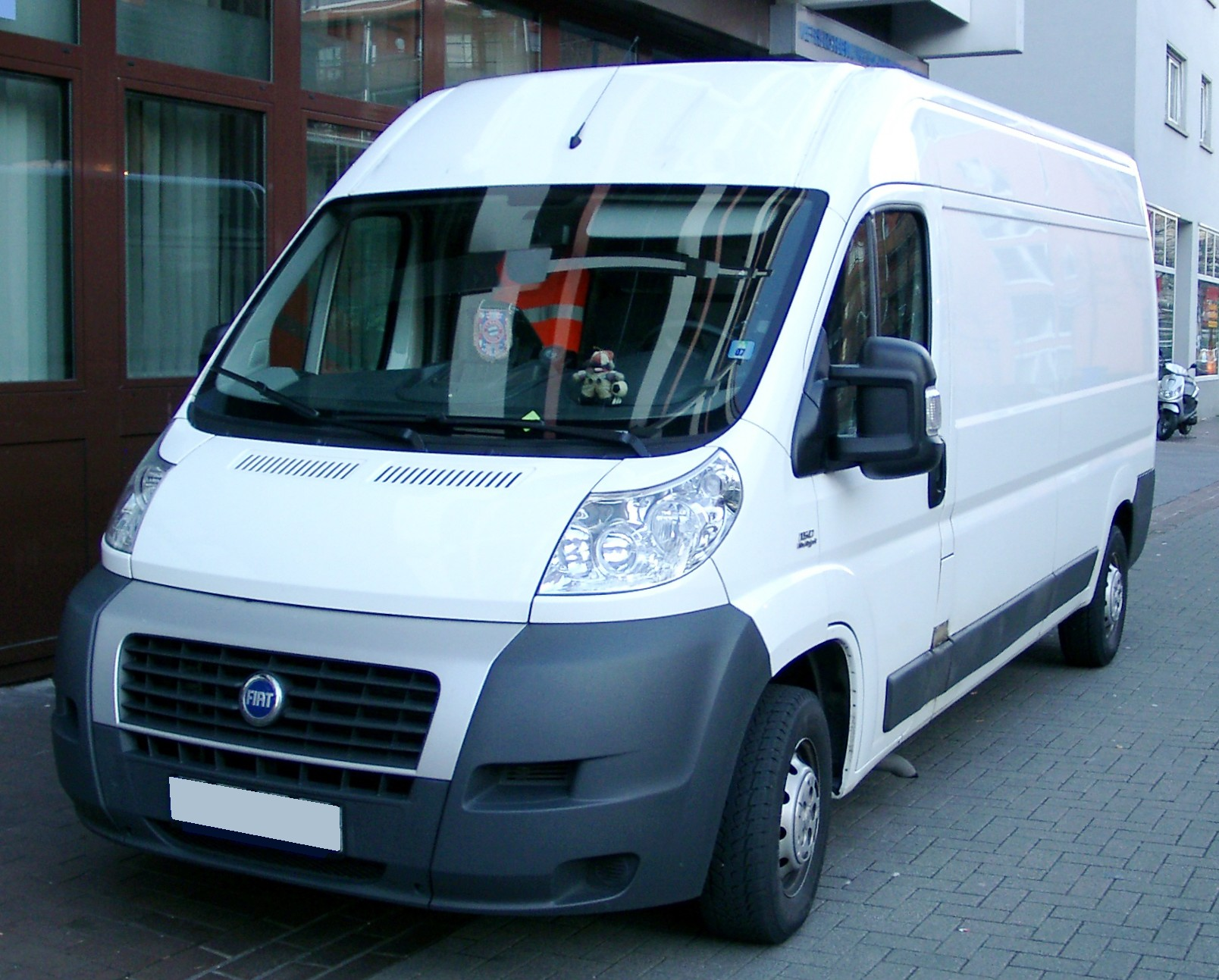
Fiat Ducato
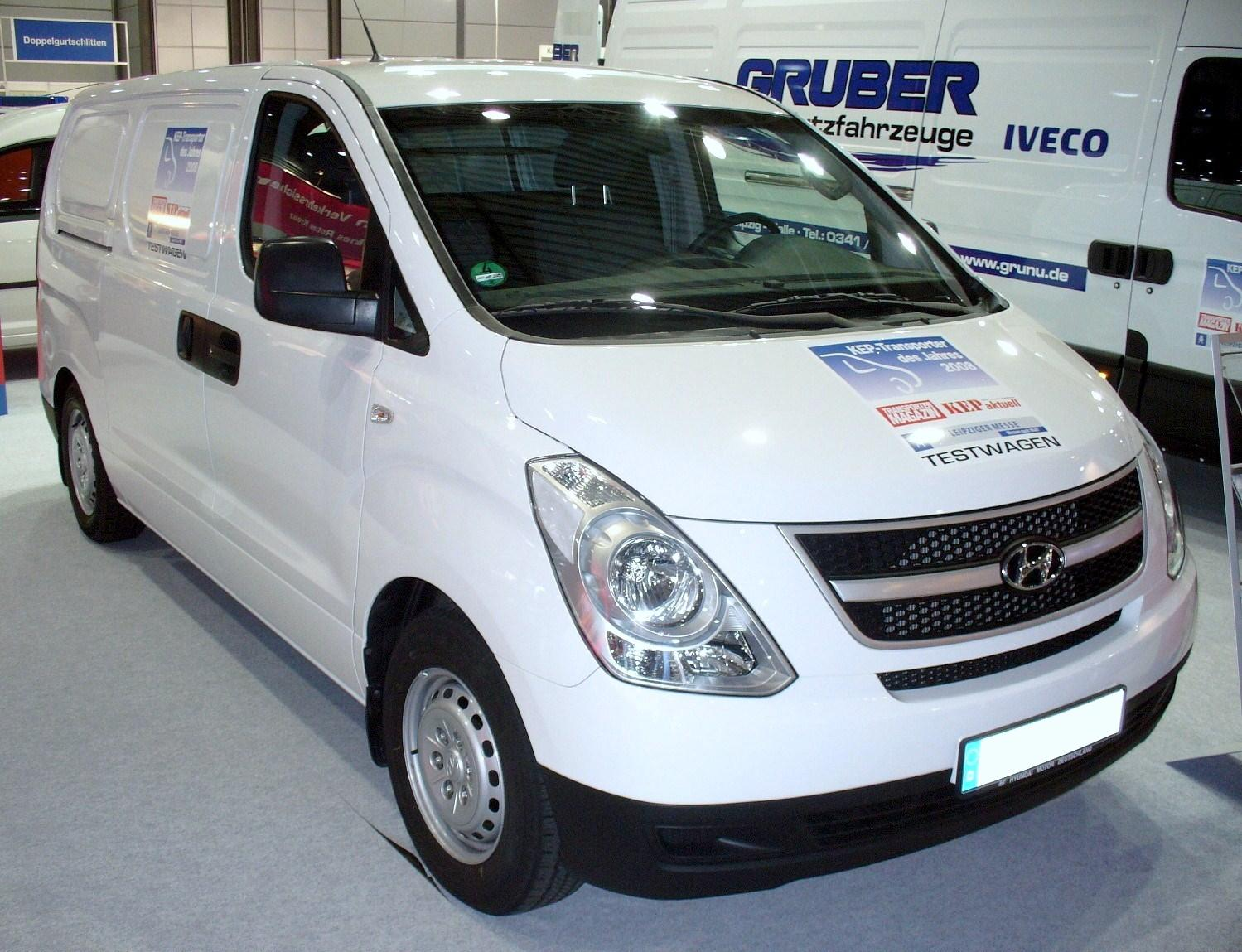
Hyundai H-1
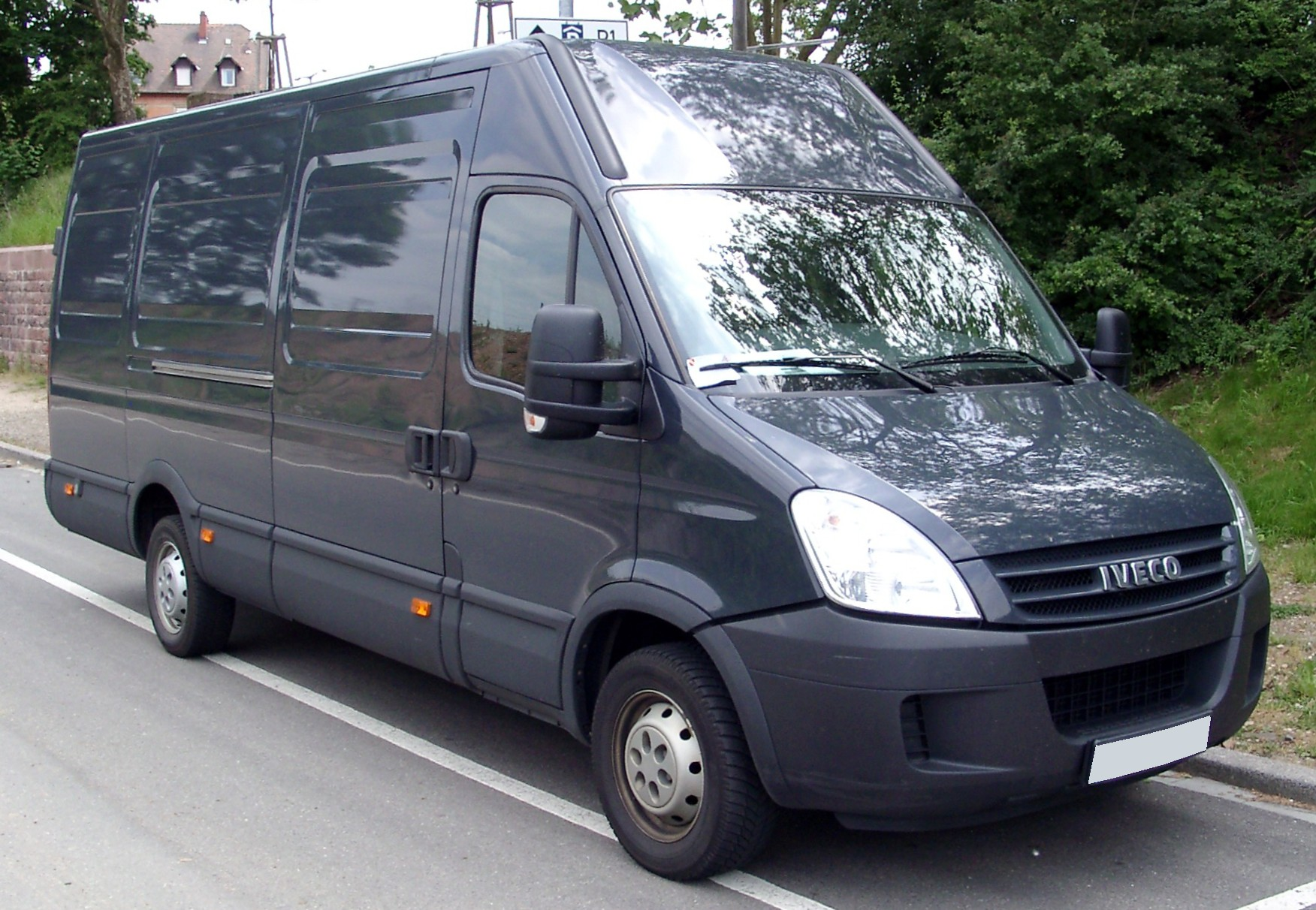
Iveco Daily
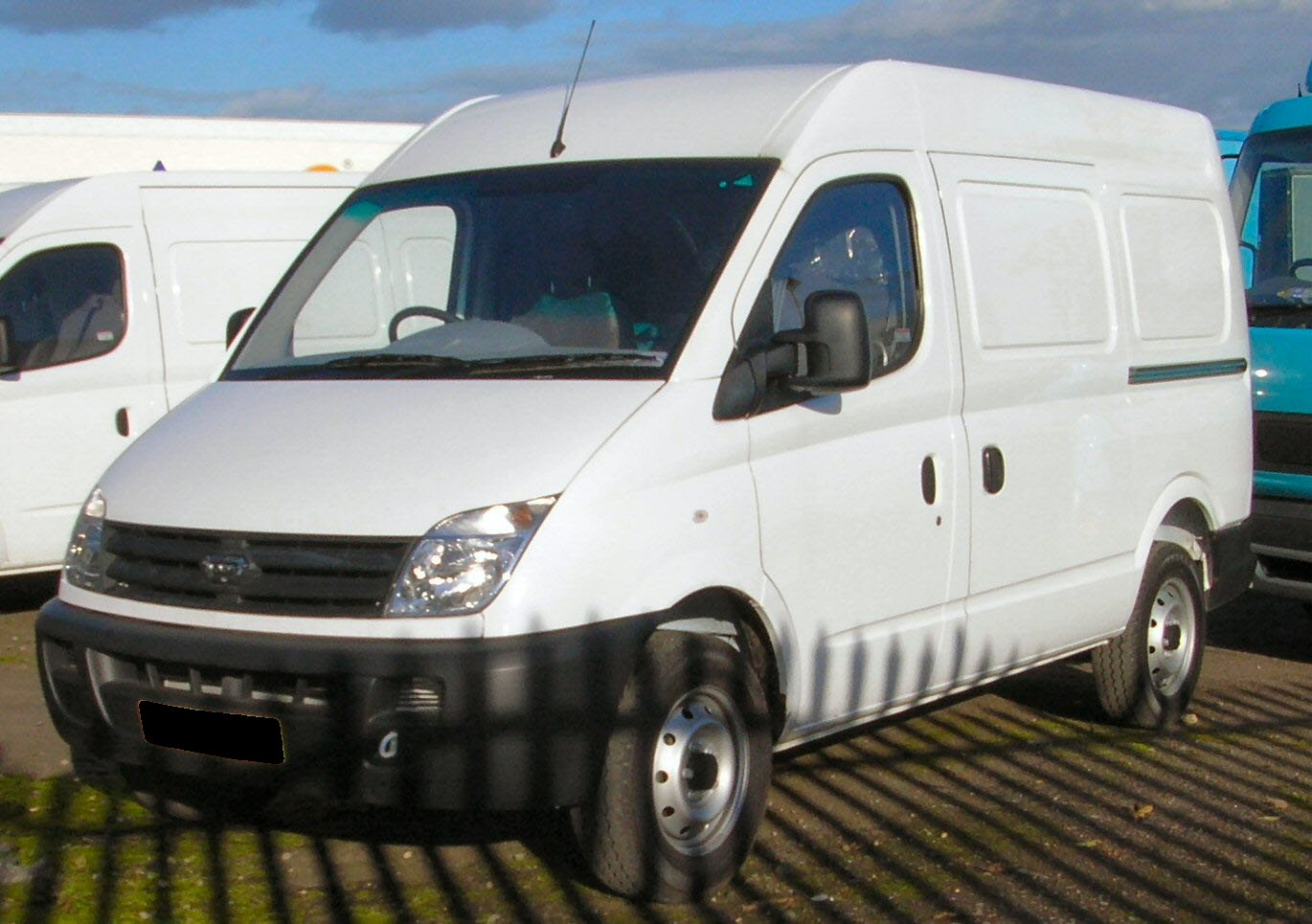
LDV Maxus
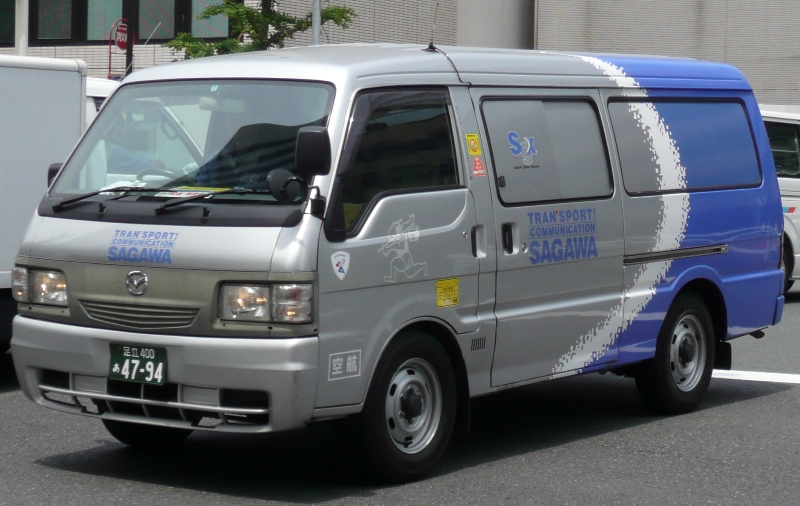
Mazda E-Serie
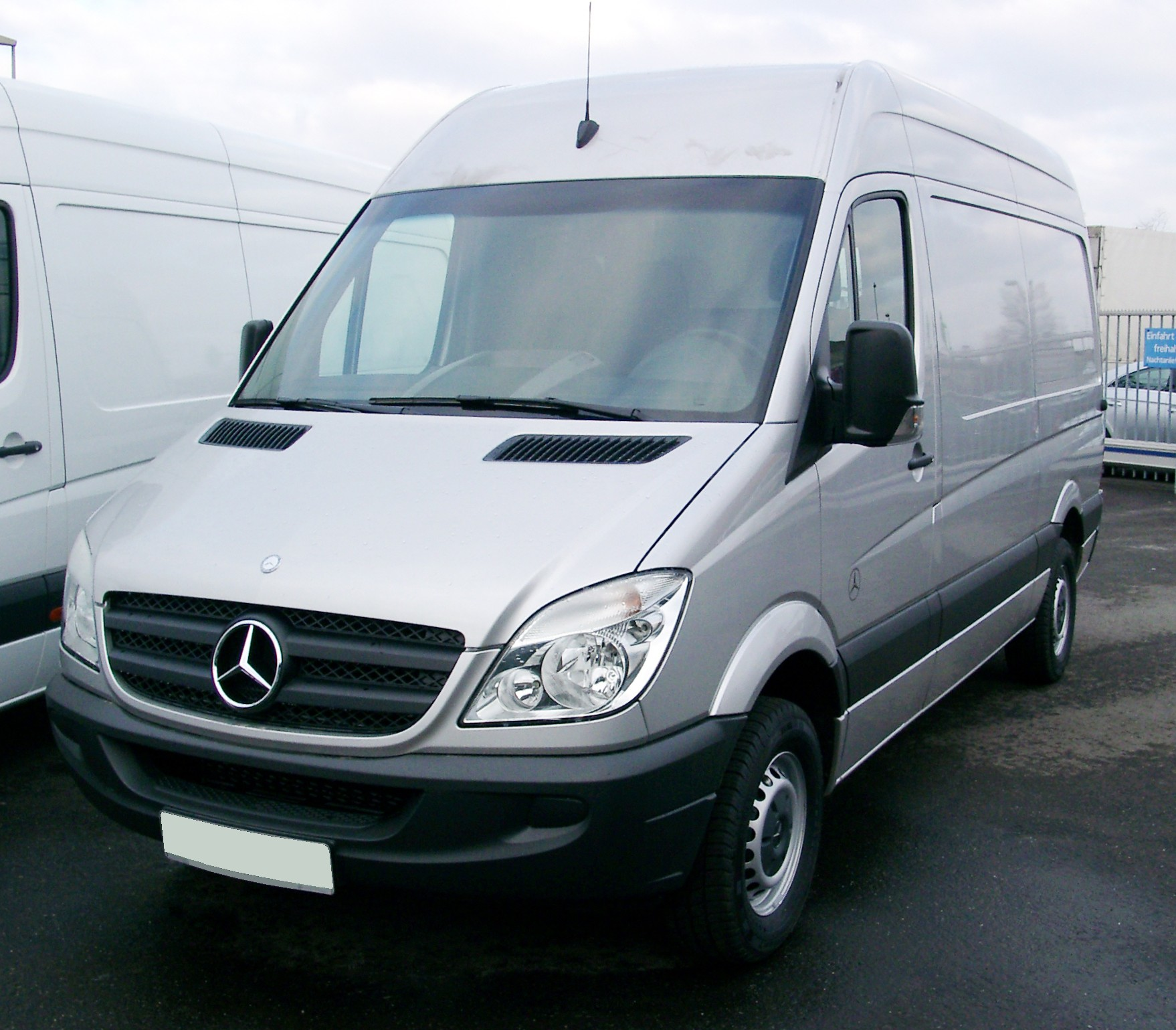
Mercedes-Benz Sprinter
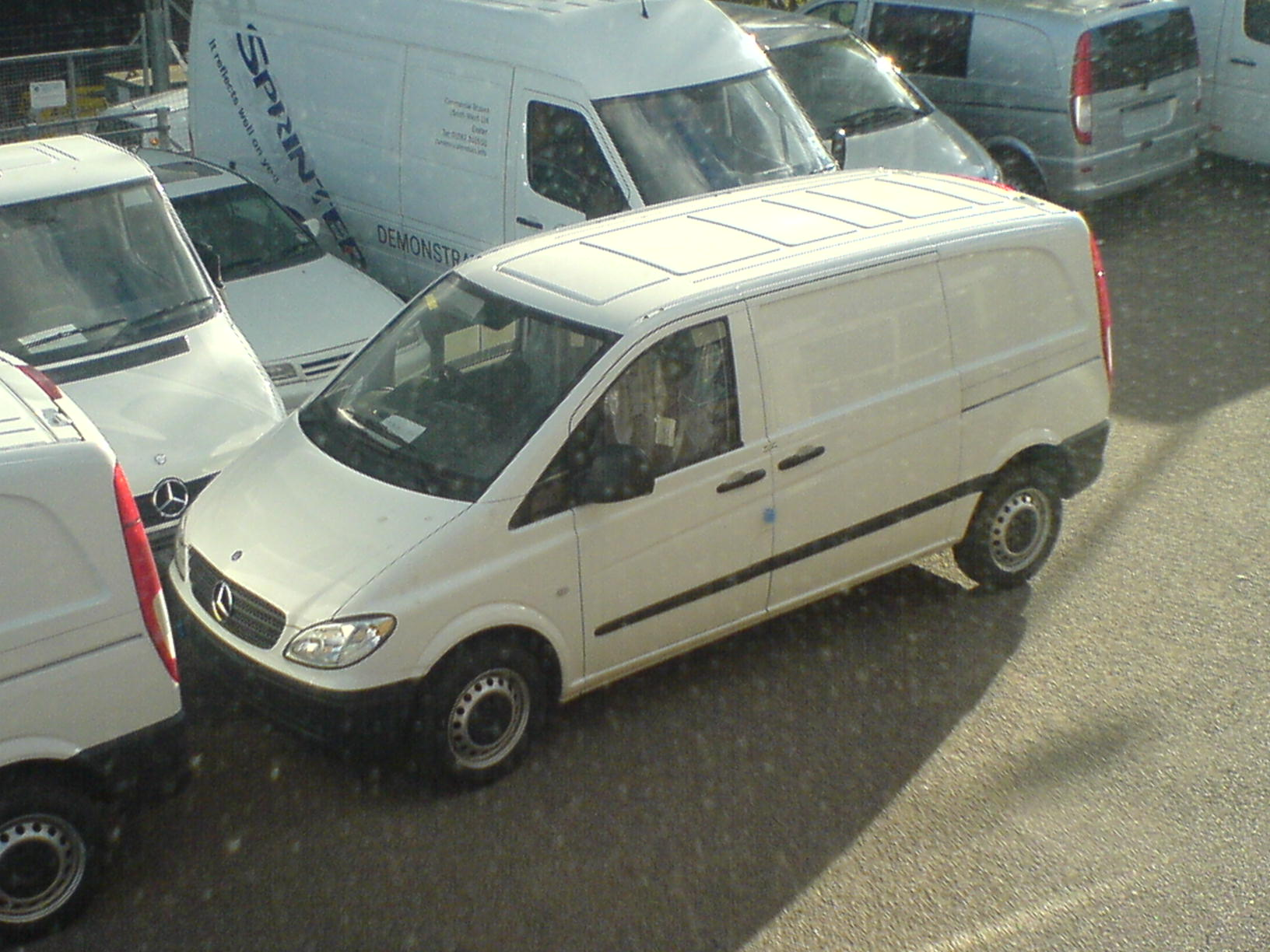
Mercedes-Benz Vito
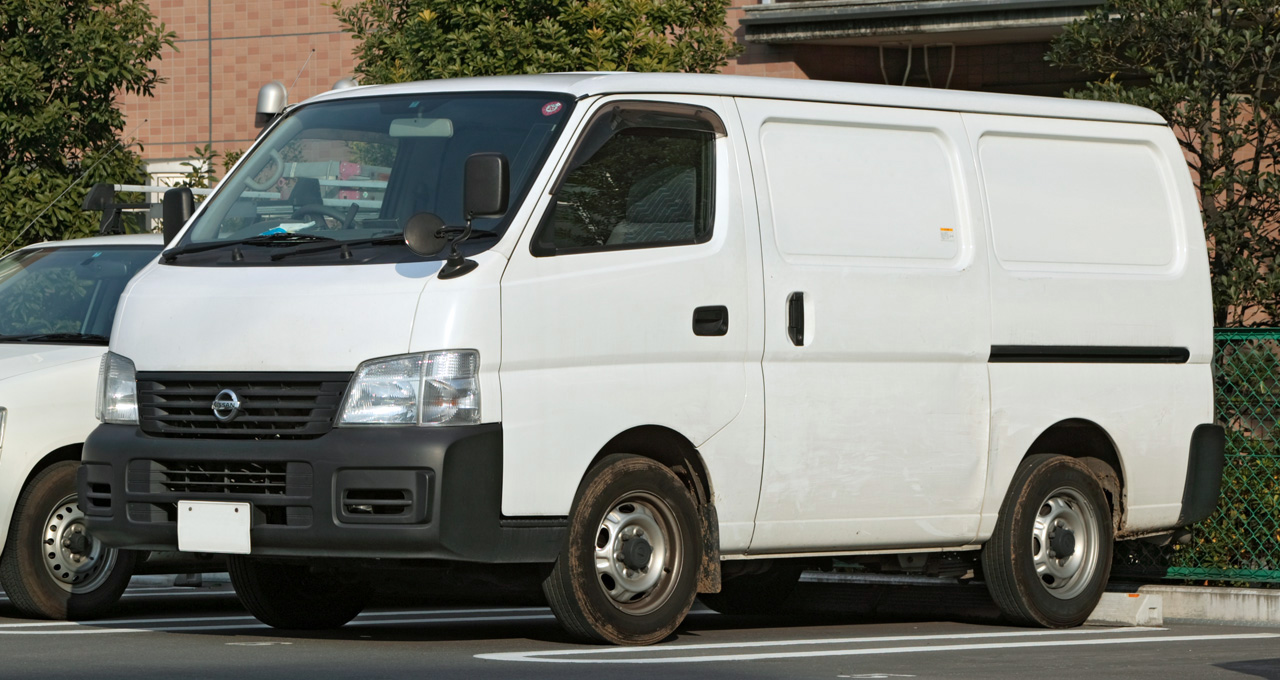
Nissan Caravan
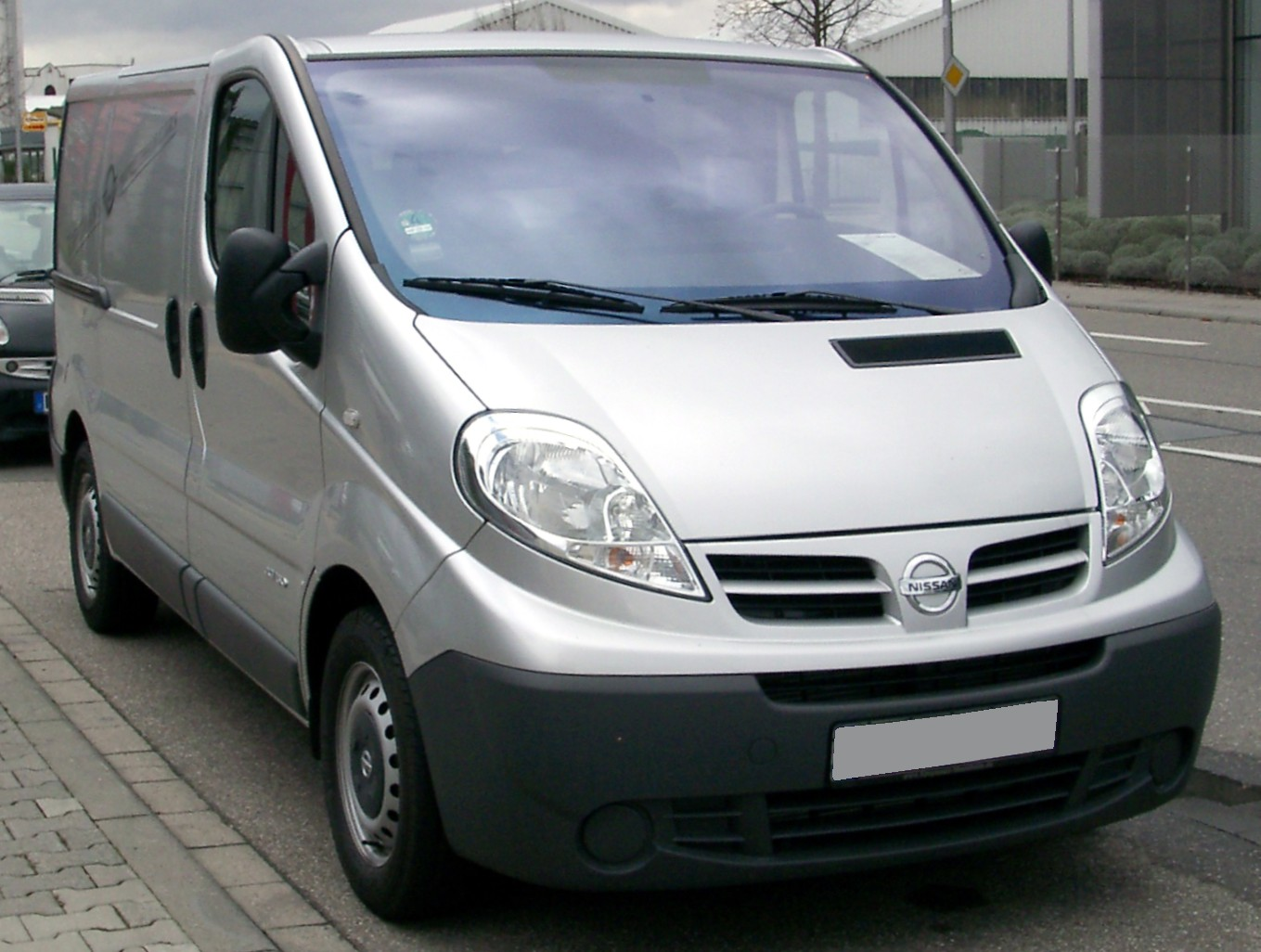
Nissan Primastar
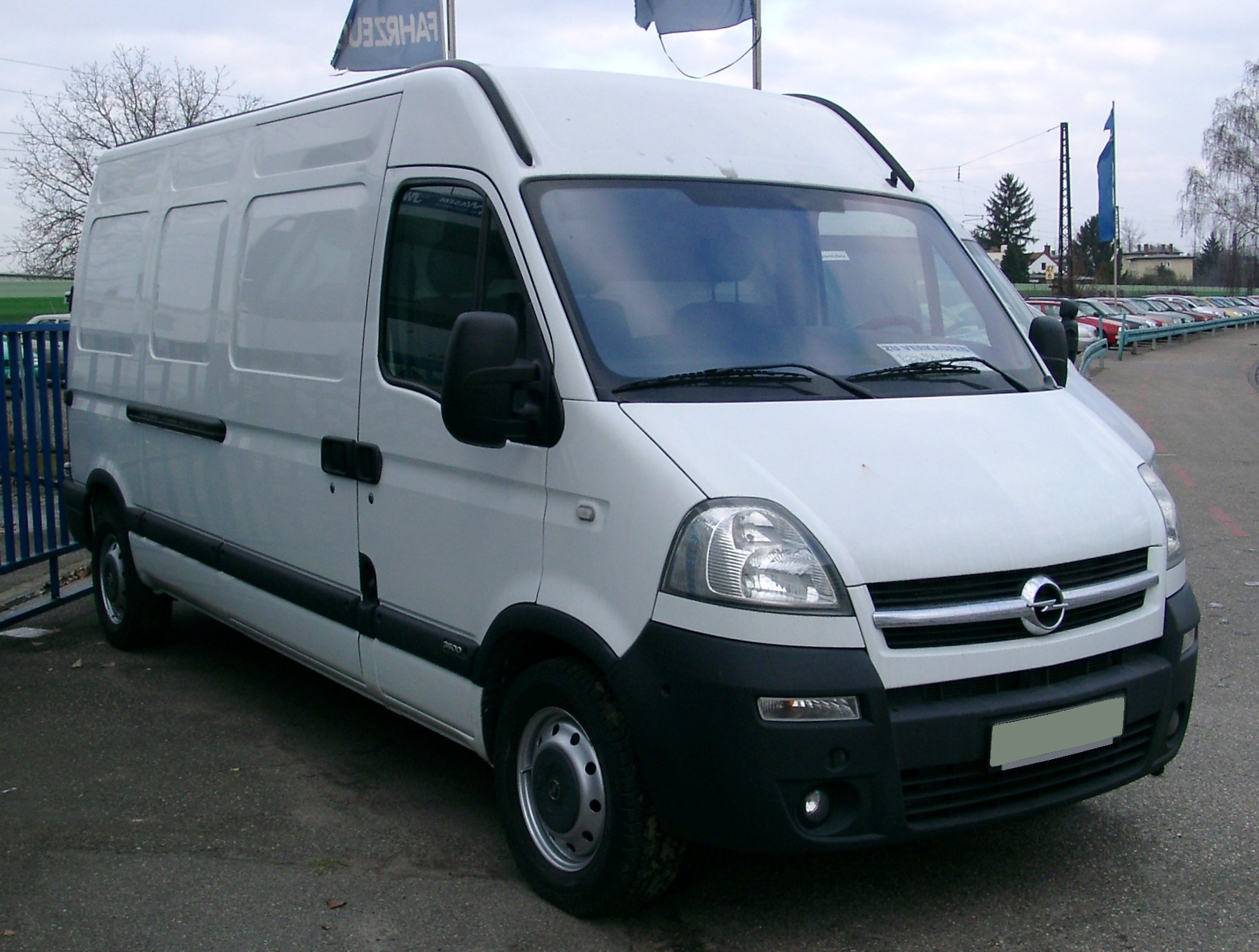
Opel Movano
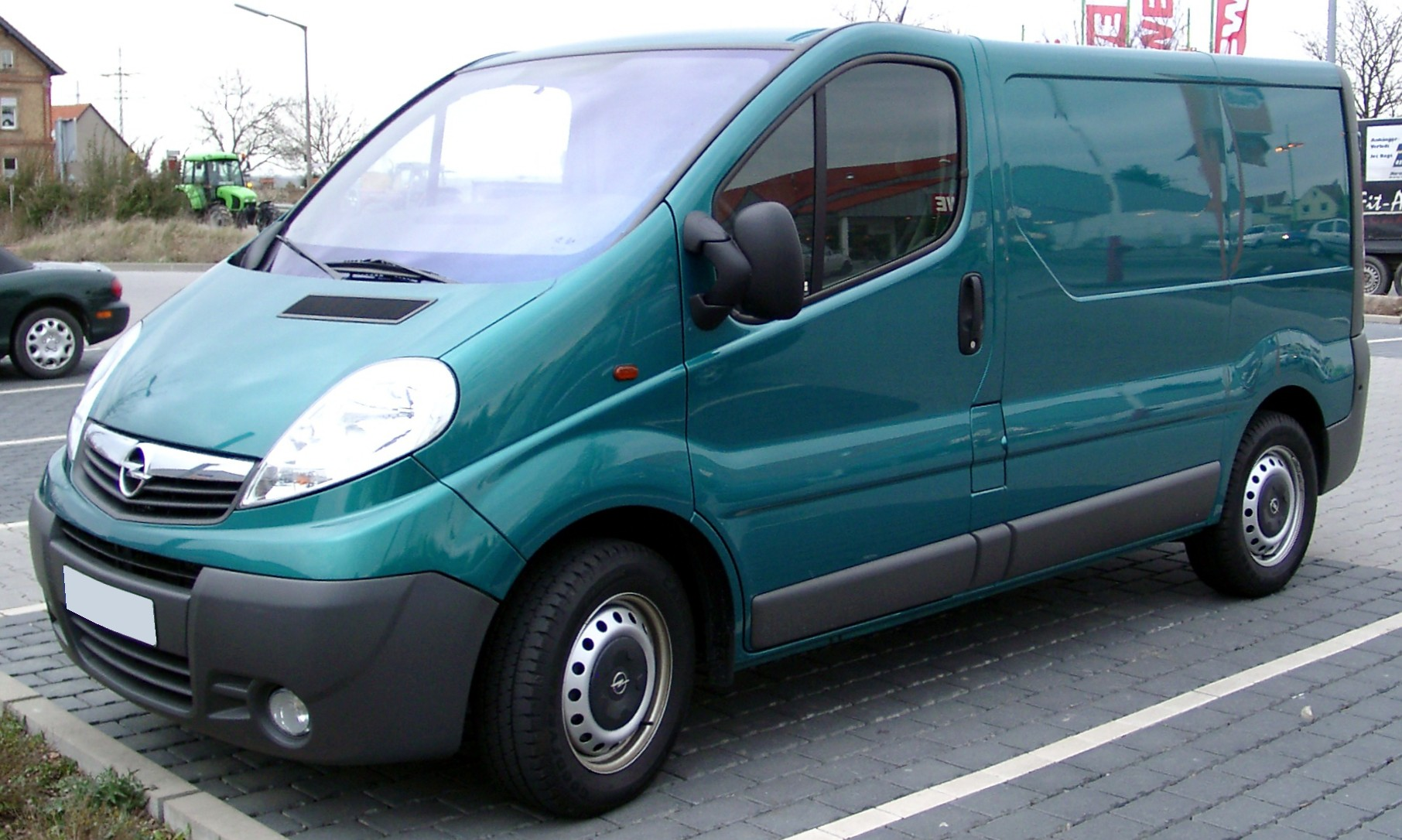
Opel Vivaro
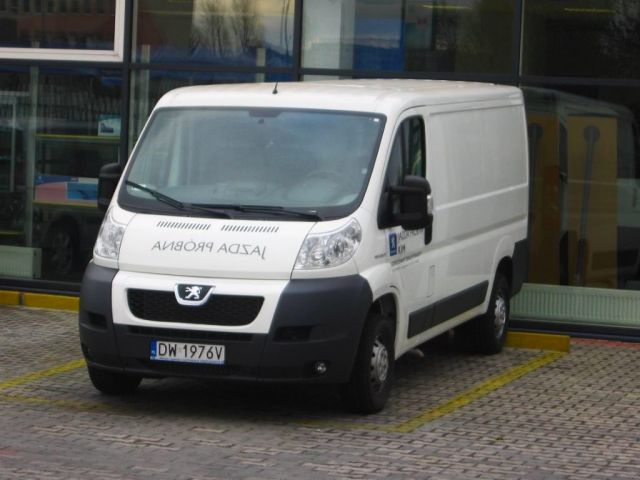
Peugeot Boxer
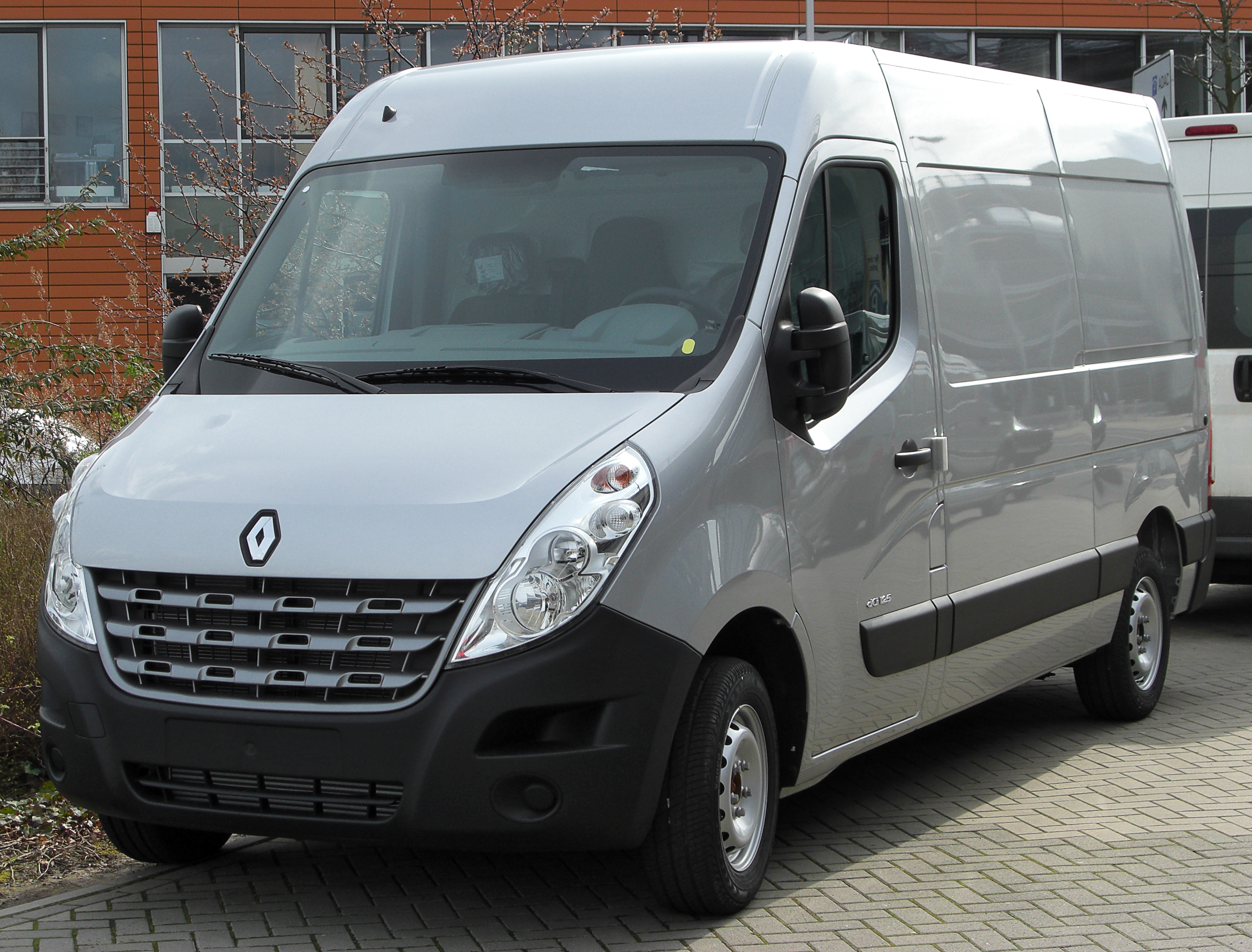
Renault Master
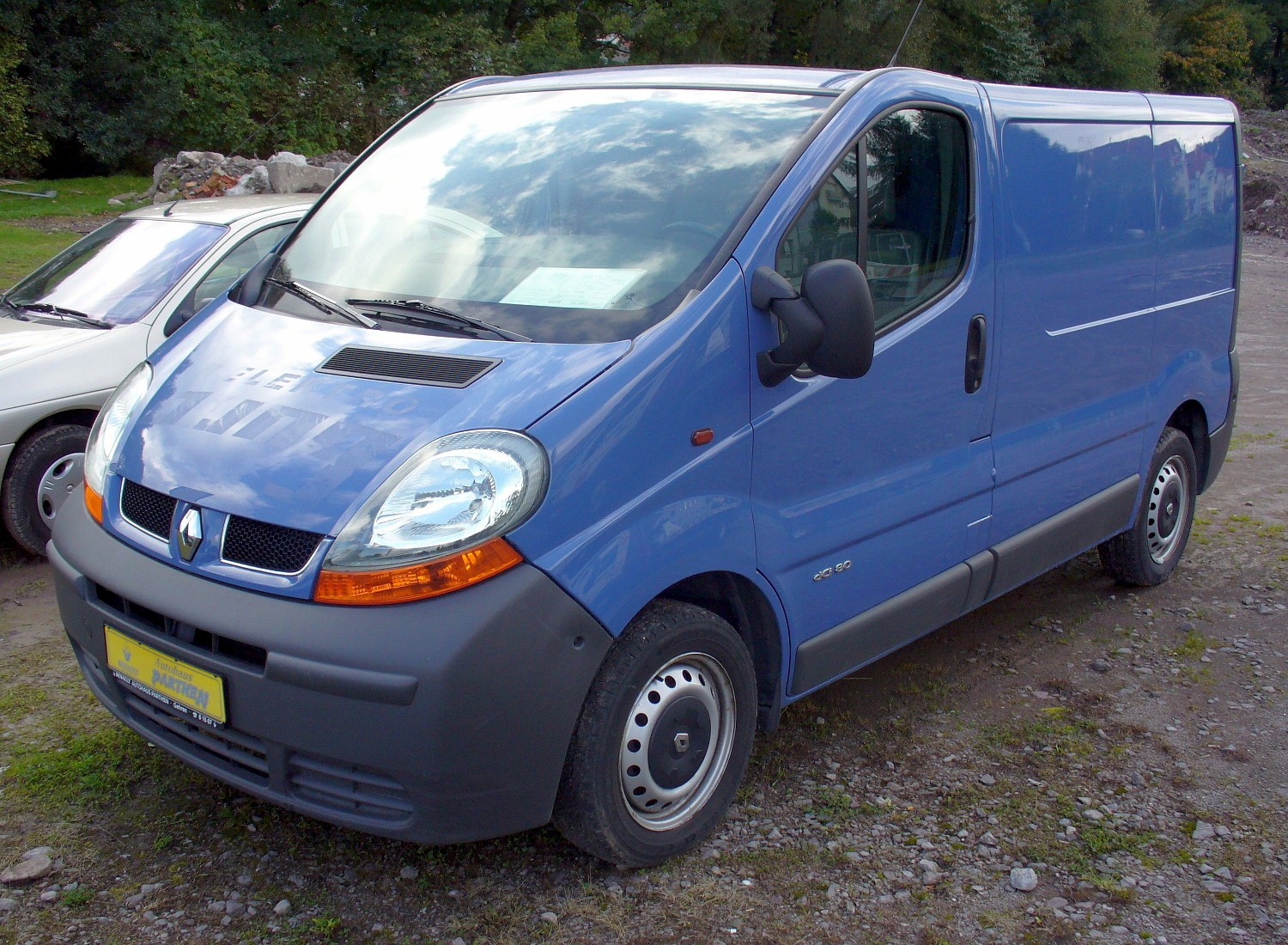
Renault Trafic
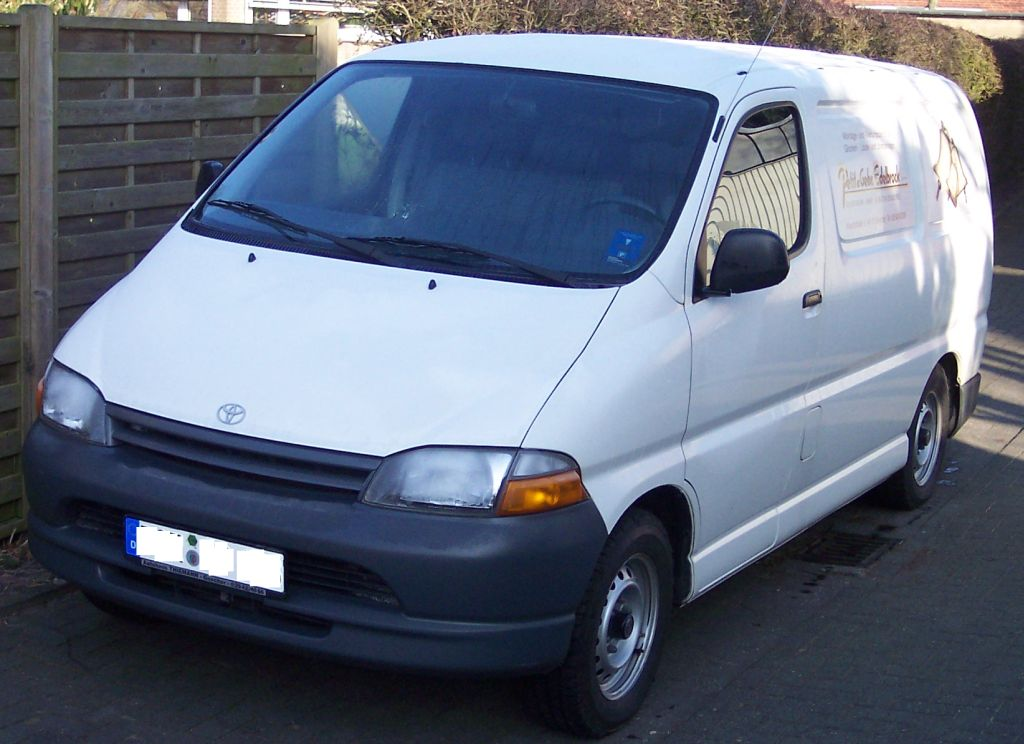
Toyota Hiace
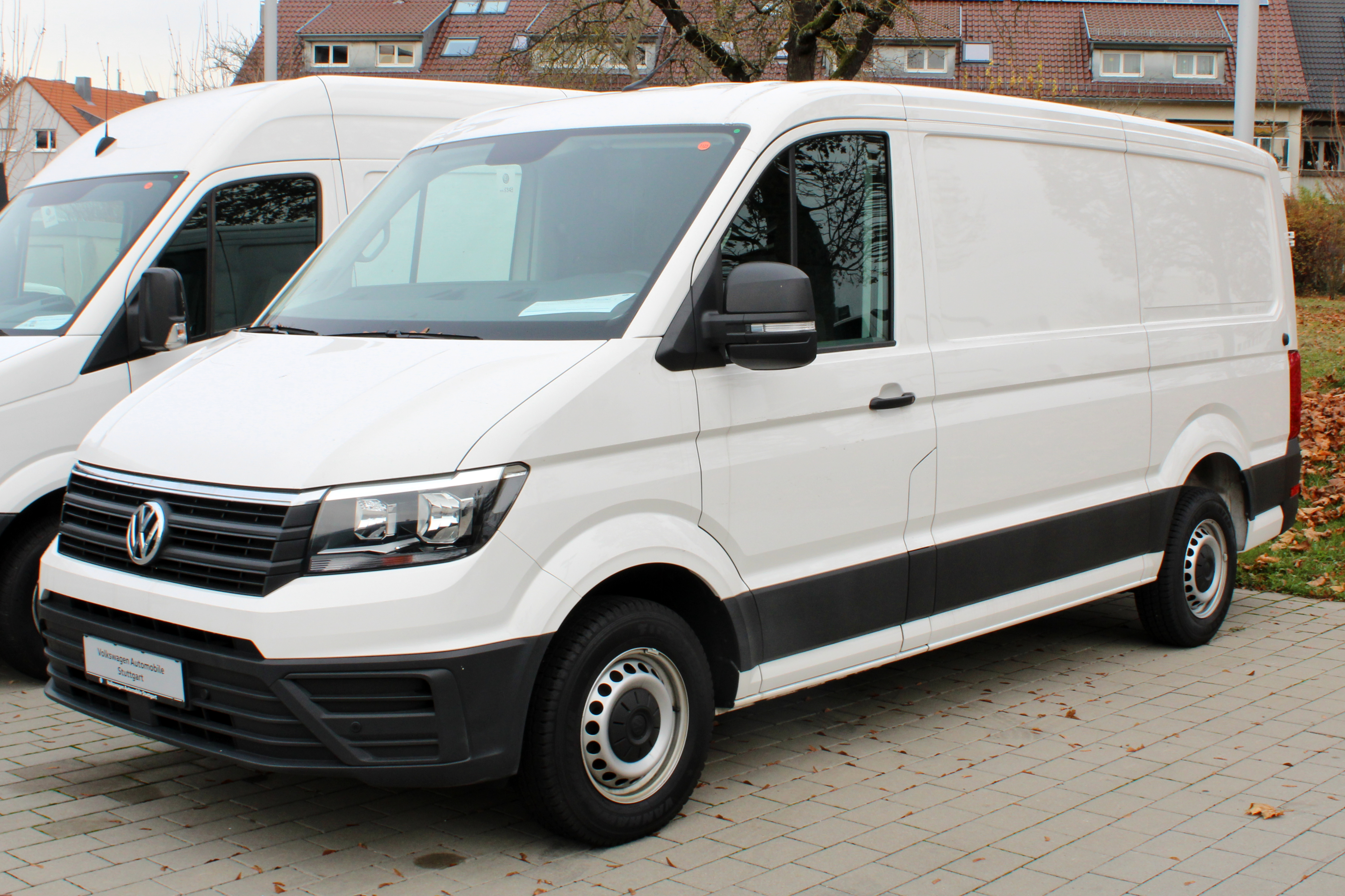
VW Crafter
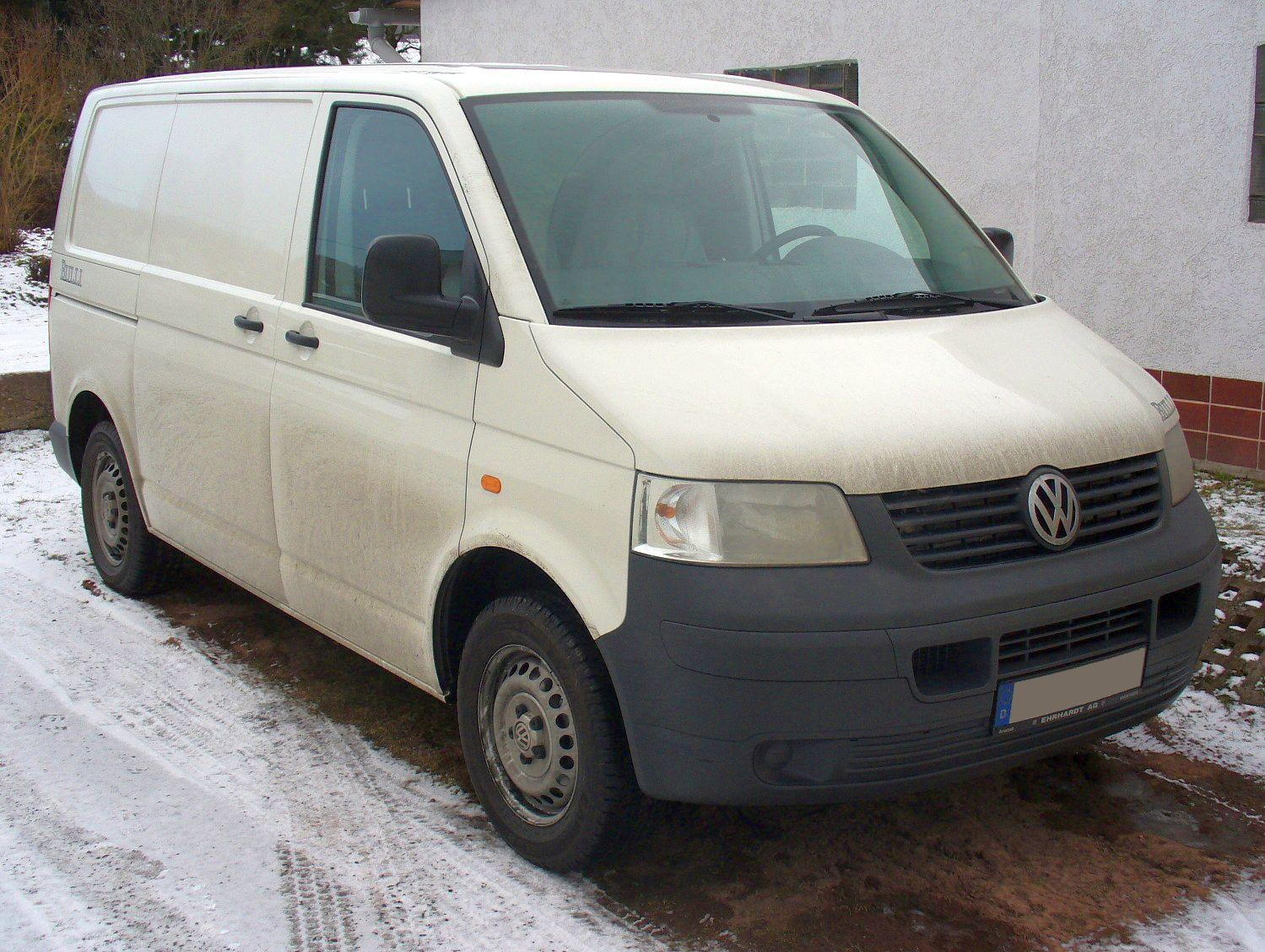
VW Transporter
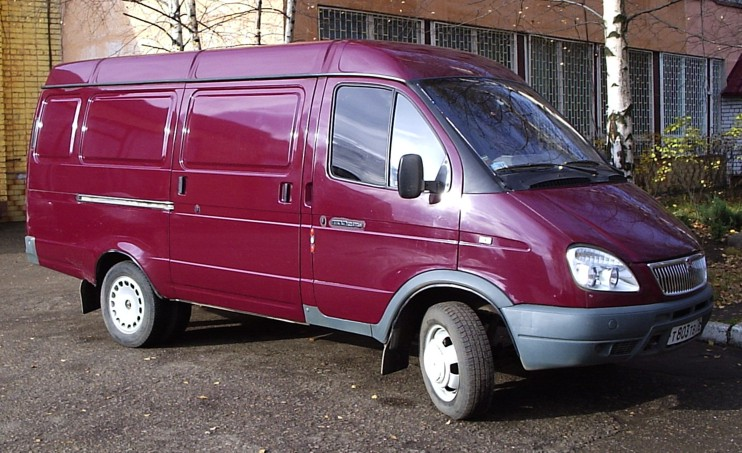
ГАЗель
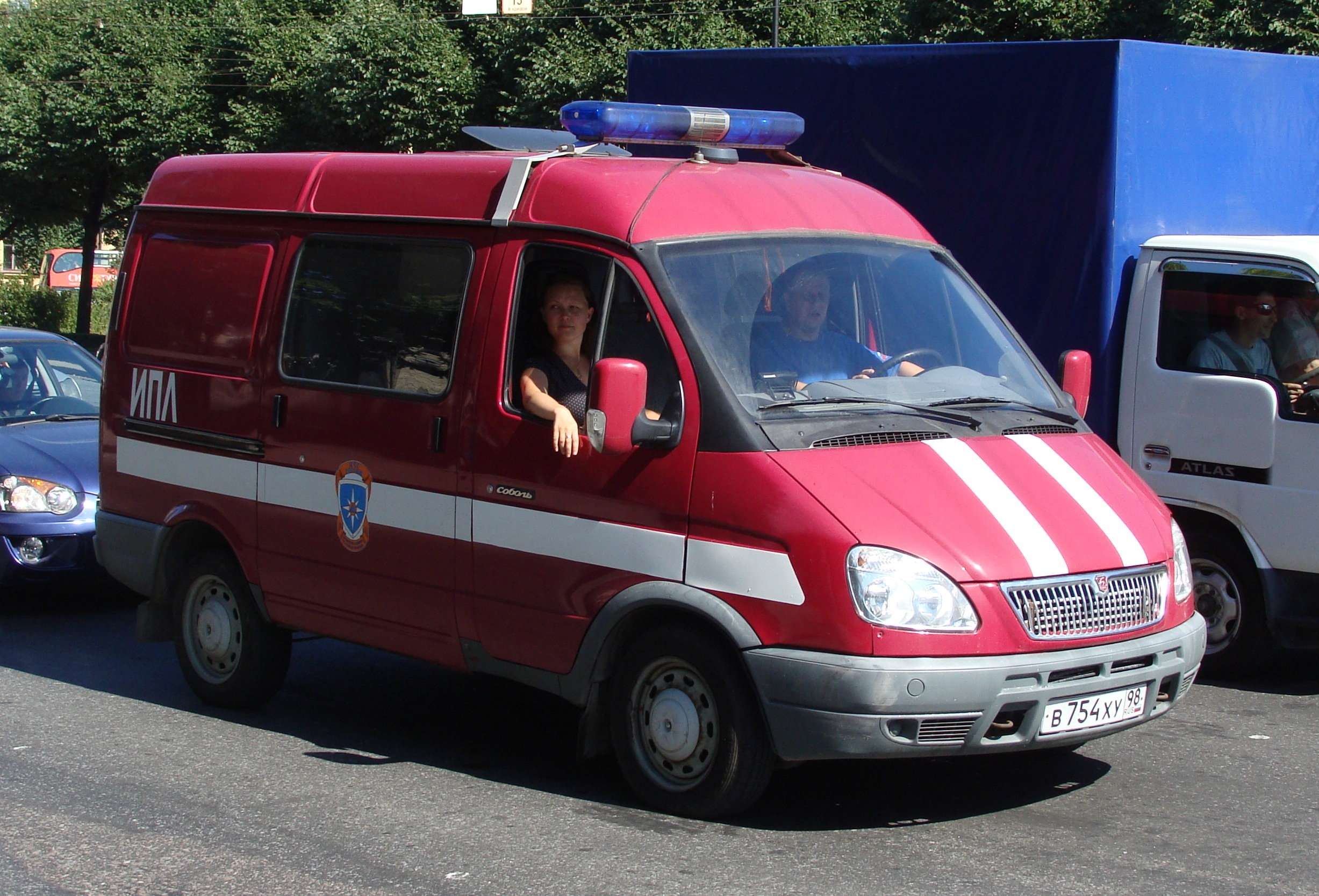
ГАЗ Соболь
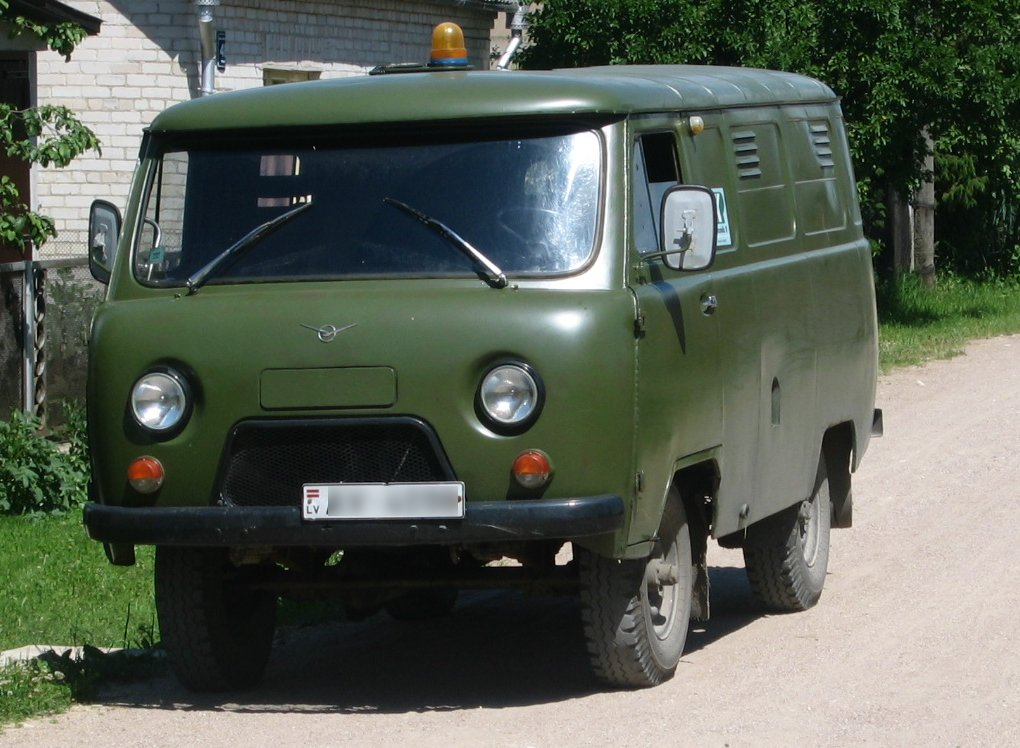
УАЗ-452 / УАЗ-3741

## Зноски
1. ↑  Тип кузова автомобіля (Фургон)